# Світанок (Івано-Франківський район)
Світа́нок (до 1964 — Свистільники) —село в Україні, у Рогатинській міській громаді Івано-Франківського району Івано-Франківської області, розташоване над р. Нараївка.

## Назва
До 1964 року село називалося Свистільники (лат. Swistelniki).

## Історія
Перша письмова згадка про село відходить до 30 липня 1436 року.
У податковому реєстрі 1515 року в селі документується піп (отже, уже тоді була церква), млин і 5 ланів (близько 125 га) оброблюваної землі.

Мешканці села разом з жителями Сарників у 1648 році піднялись на боротьбу проти польської шляхти і два місяці утримували в своїх руках маєток шляхтича. 

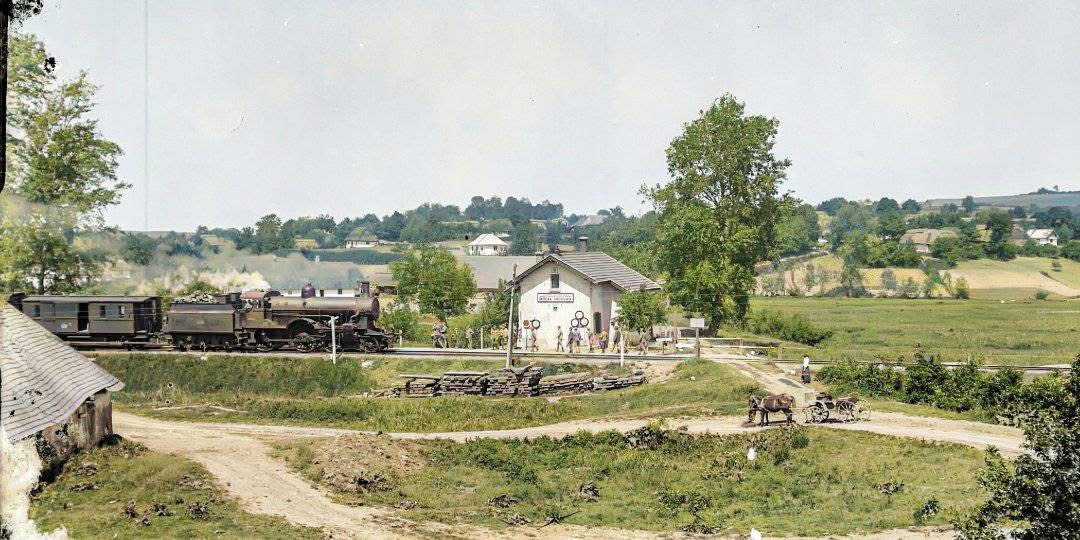
Станція Свистільники залізниці Галич-Підвисоке, 1897 р.

В 1897 р. через село пролягла Східньогалицька локальна залізниця (існувала до 1944 р.). Зараз тут проходить центральна грунтова дорога.
В липні 1906 року трудящі села приєднались до аграрного страйку повіту.
На межі 1915—1916 рр. тут був 1-ий відділ Вишколу УСС, командиром відділу був чех Їндржіх Ванічек (Jindřich Vaníček).
У липні 1919 р. відбувся бій II-ї Коломийської бригади Української Галицької Армії з 5 польською дивізією.
З кінця серпня по 17 вересня 1920 року в селі після вигнання білополяків перебували частини 8-ї дивізії Червоного козацтва та 41-ї стрілецької дивізії. 

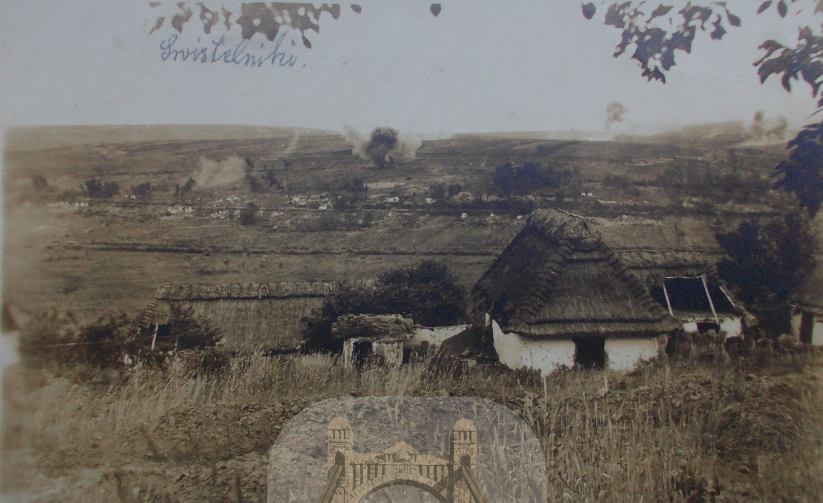
Бойові дії в Свистільниках

У 1928 році тут діяв гурток «Сельроб-лівиці».
У 1939 році в селі проживало 1960 мешканців (1870 українців-грекокатоликів, 30 українців-римокатоликів, 30 поляків, 20 євреїв і 10 німців та інших національностей).
До 2020 року роль місцевої адміністрації виконувала Світанківська сільська рада Рогатинського району.
19 липня 2020 року, в результаті адміністративно-територіальної реформи було ліквідовано Світанківську сільську раду та Рогатинський район, а село увійшло до складу новоутвореної Рогатинської міської громади та новоутвореного Івано-Франківського району. Представництво місцевої адміністрації виконує староста Світанківського старостинського округу Рогатинської міської ради.

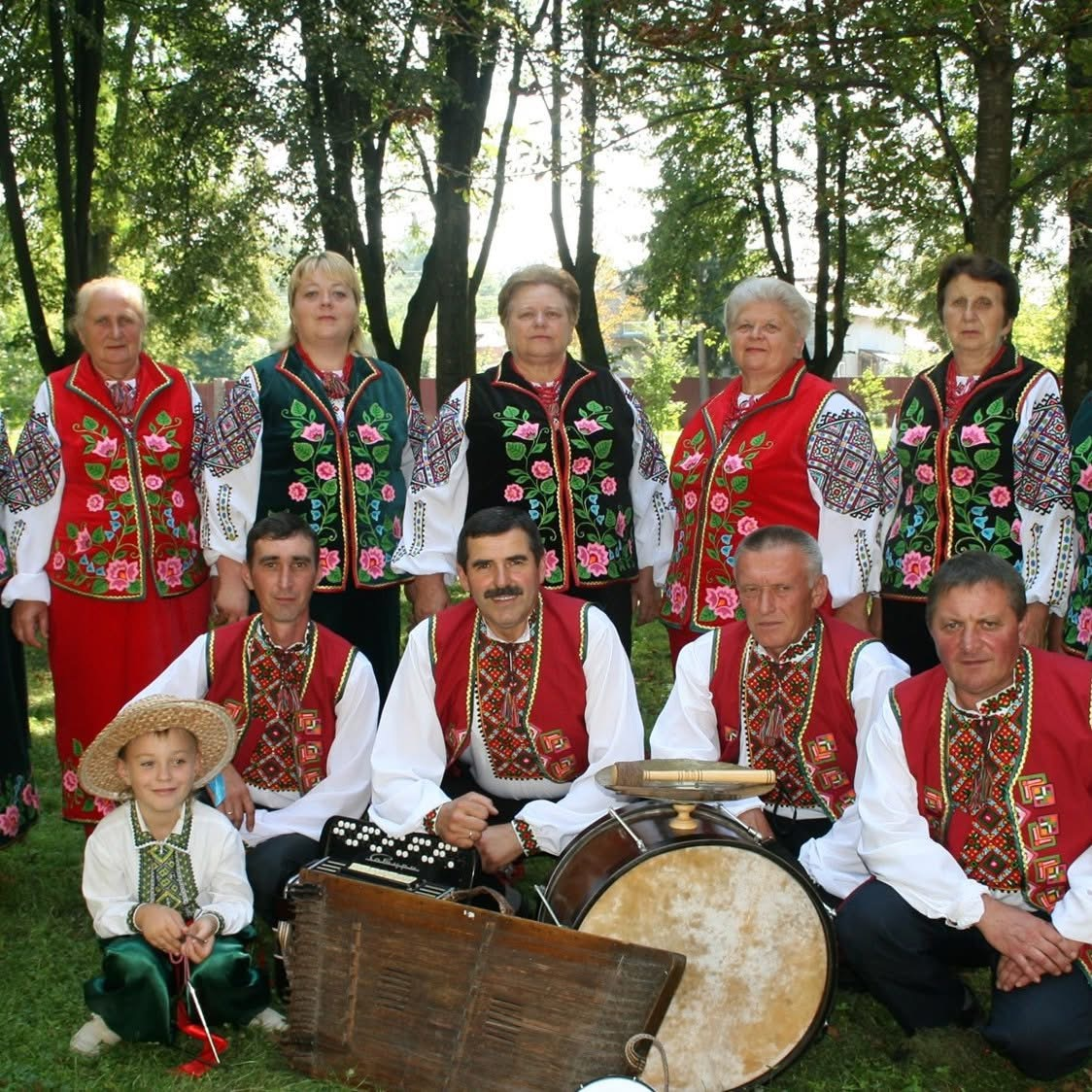
НФЕК "Червона калина"

У селі функціонує народний фольклорно-етнографічний колектив (НФЕК) "Червона калина", який складається із місцевих мешканців (очолює Іоніла Тіцька). 
У вересні 2022 року за сприяння місцевого вихідця Романа Косьмія зі сторони села Підшумлянці було встановлено новий дорожній вказівник із назвою села Світанку.

## Історичні світлини

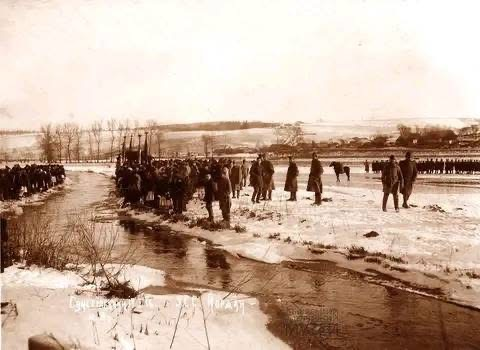
Водохреща у с. Свистільники, 1916 р.

##### Місцевість XIX-XX століття

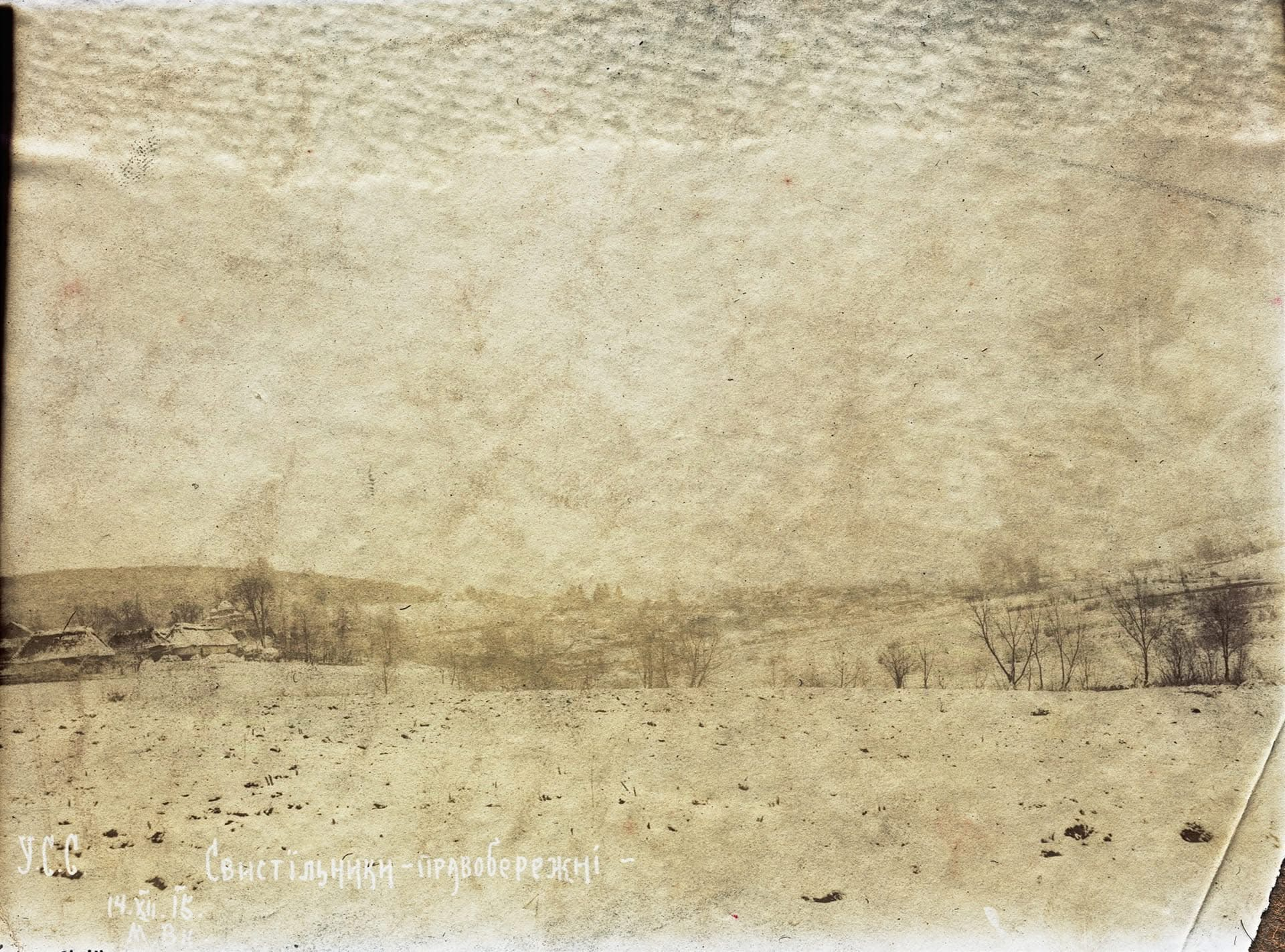
Правобережжя
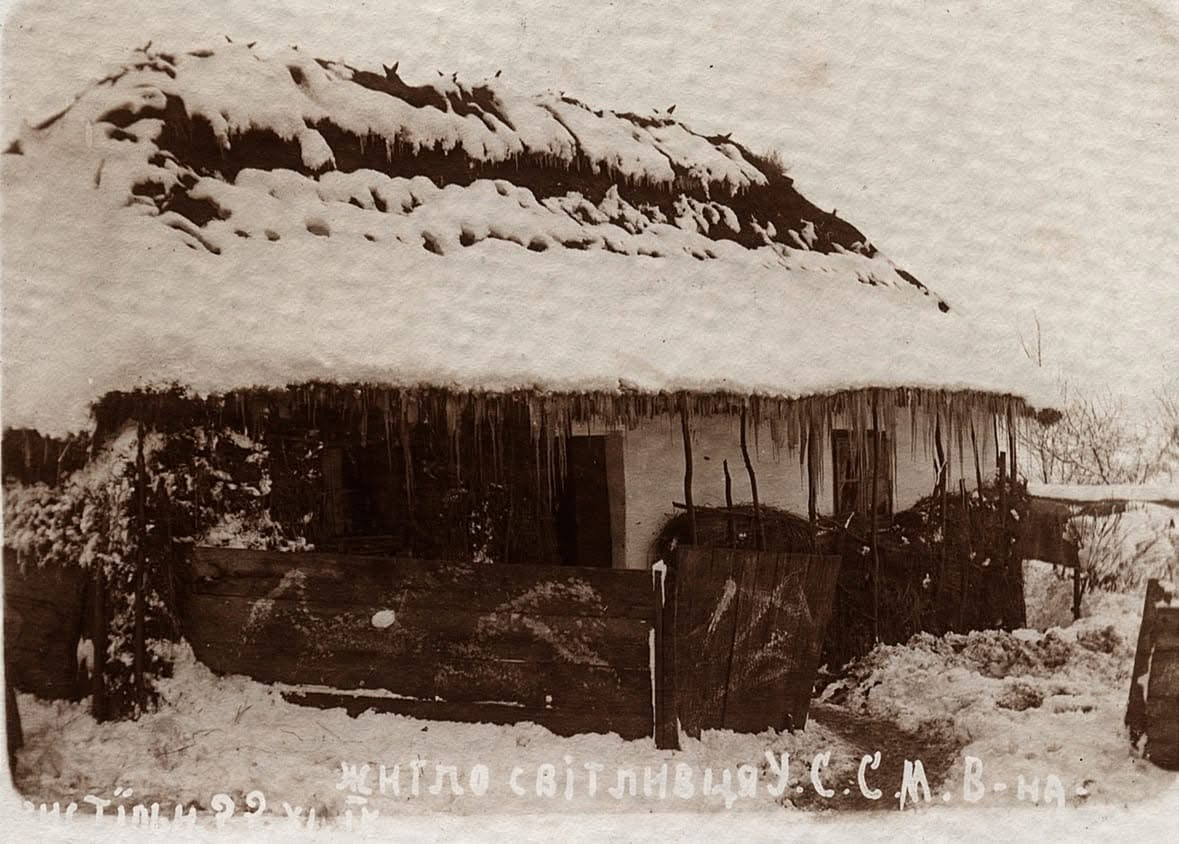
Житло, 1915 р.
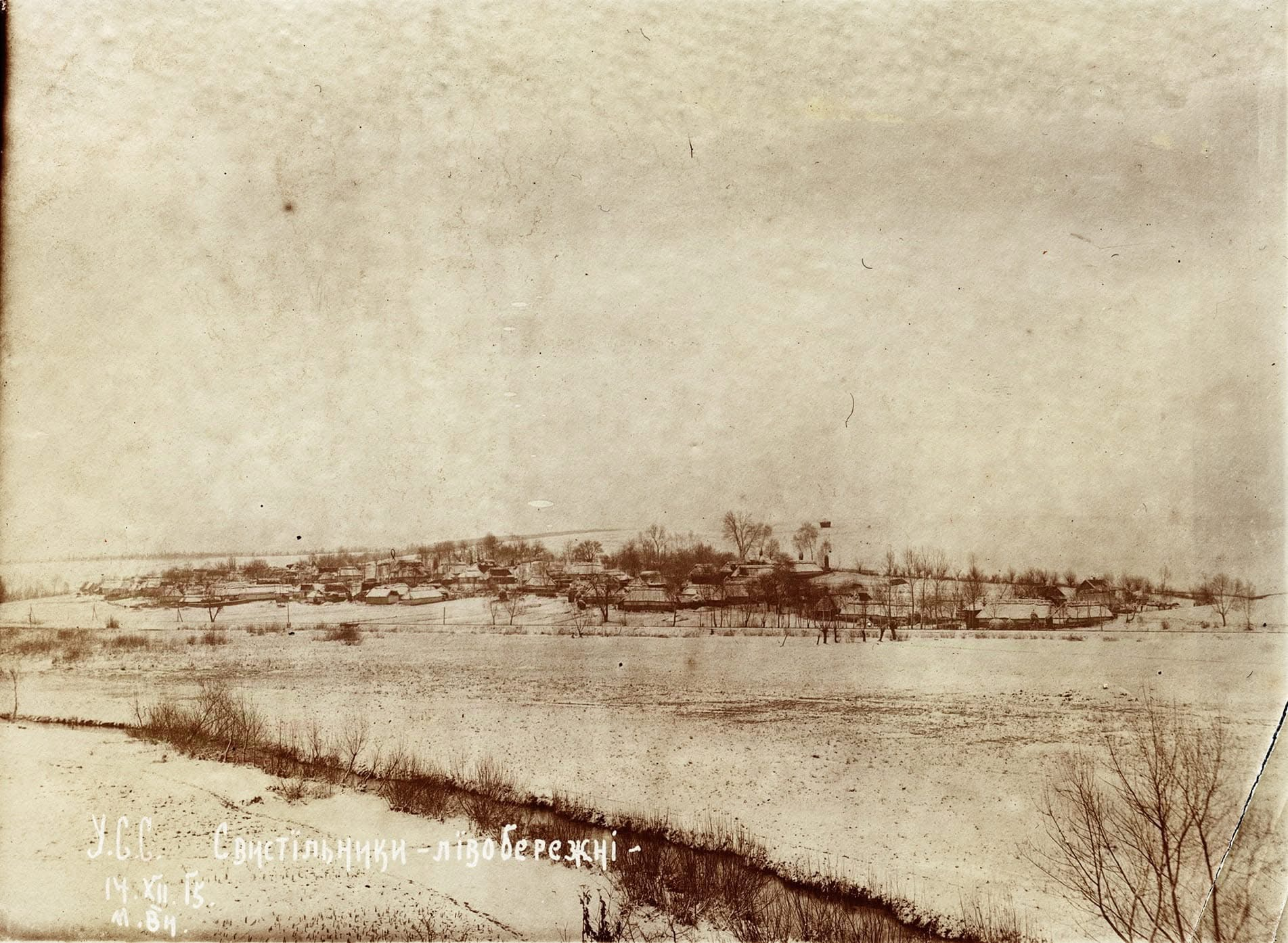
Лівобережжя
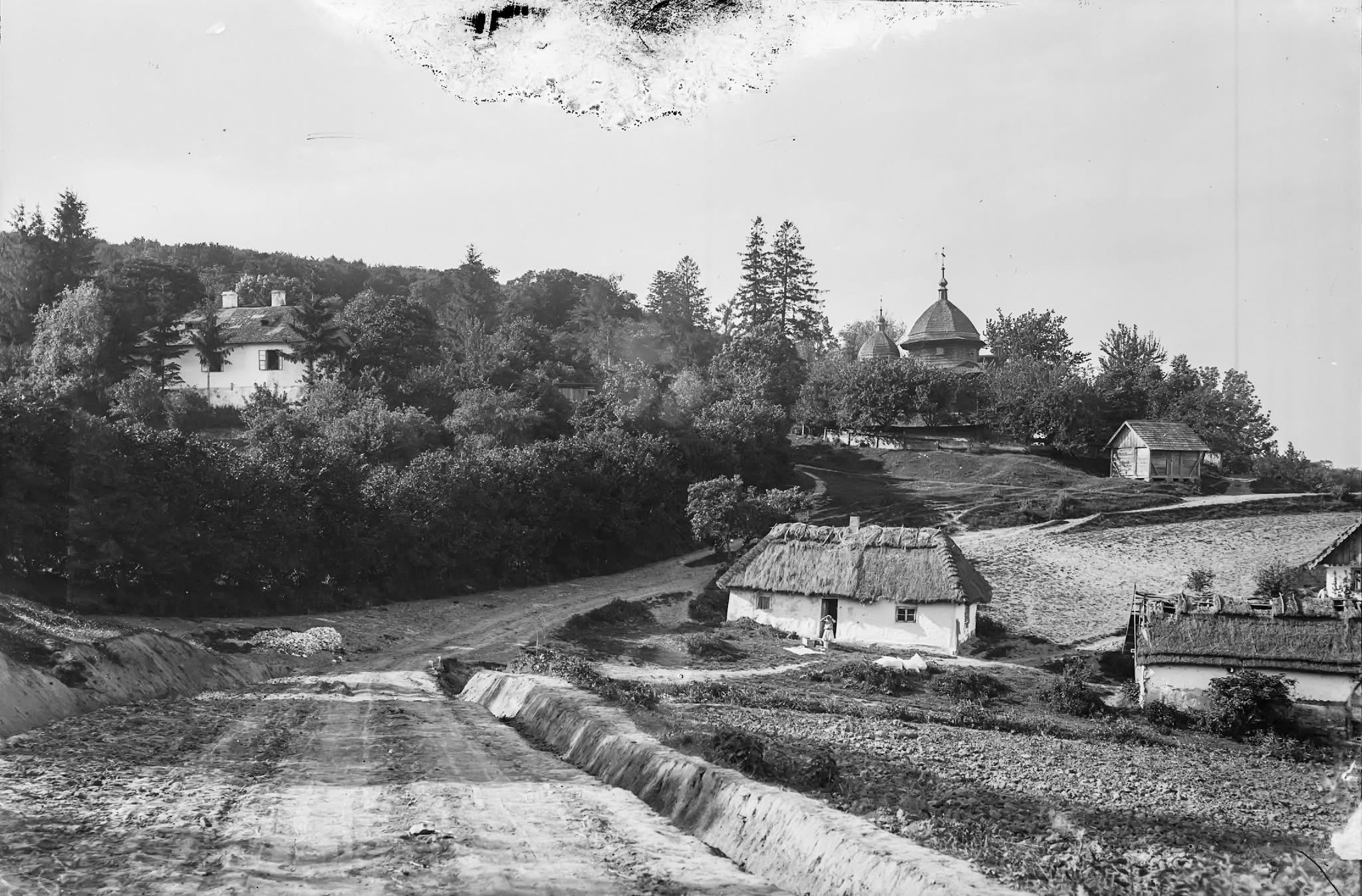
Дорога до церкви
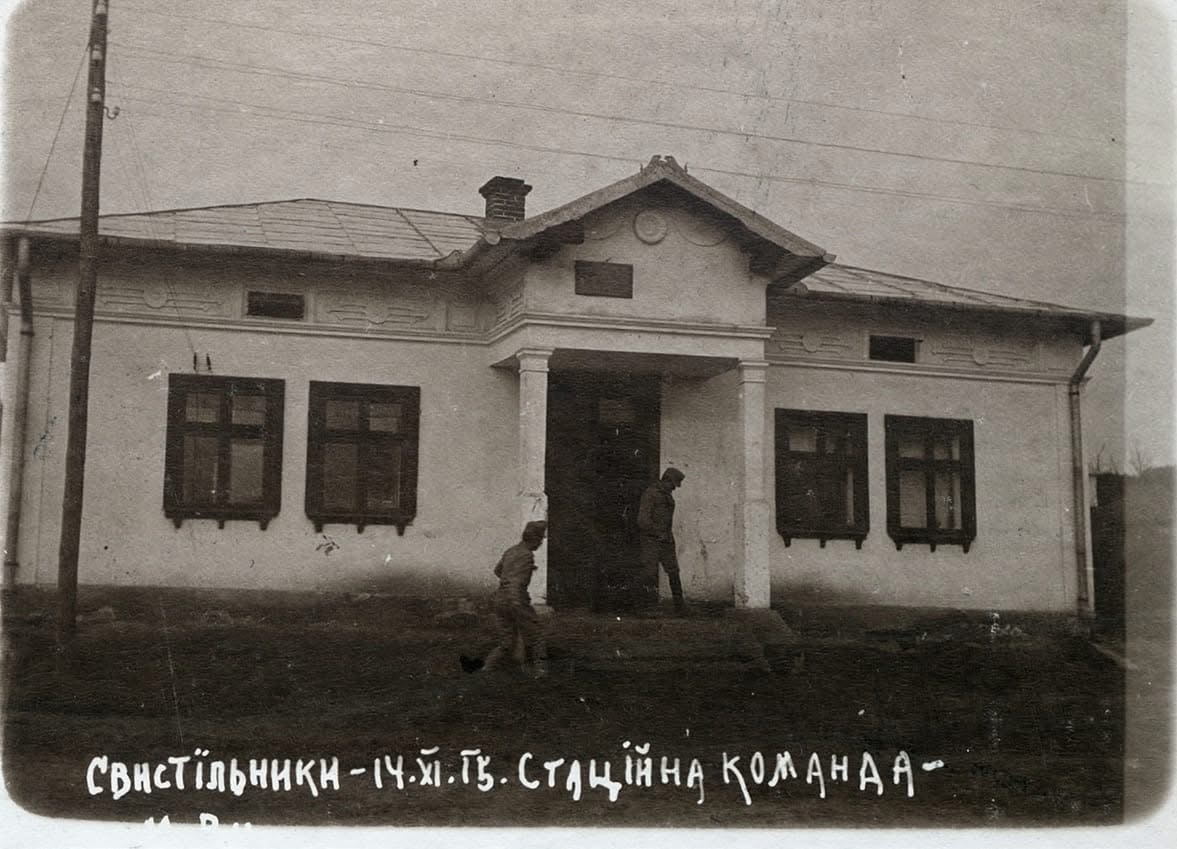
Адміністративний будинок
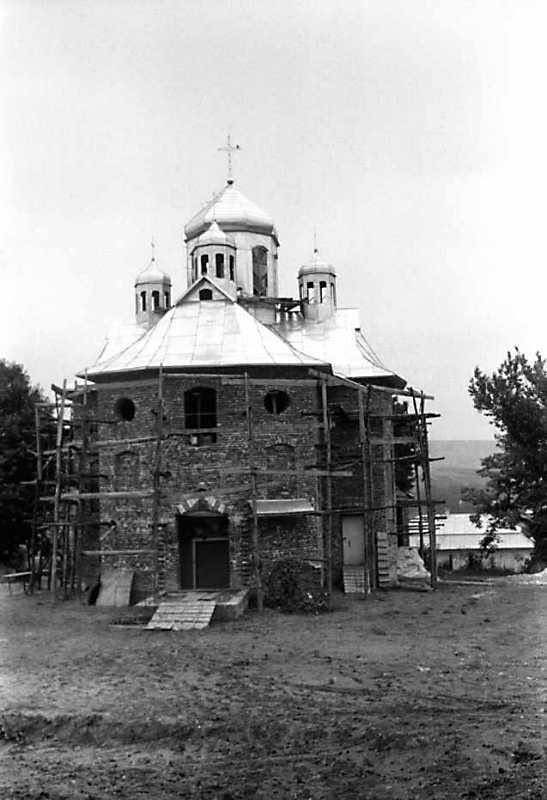
Будівництво церкви
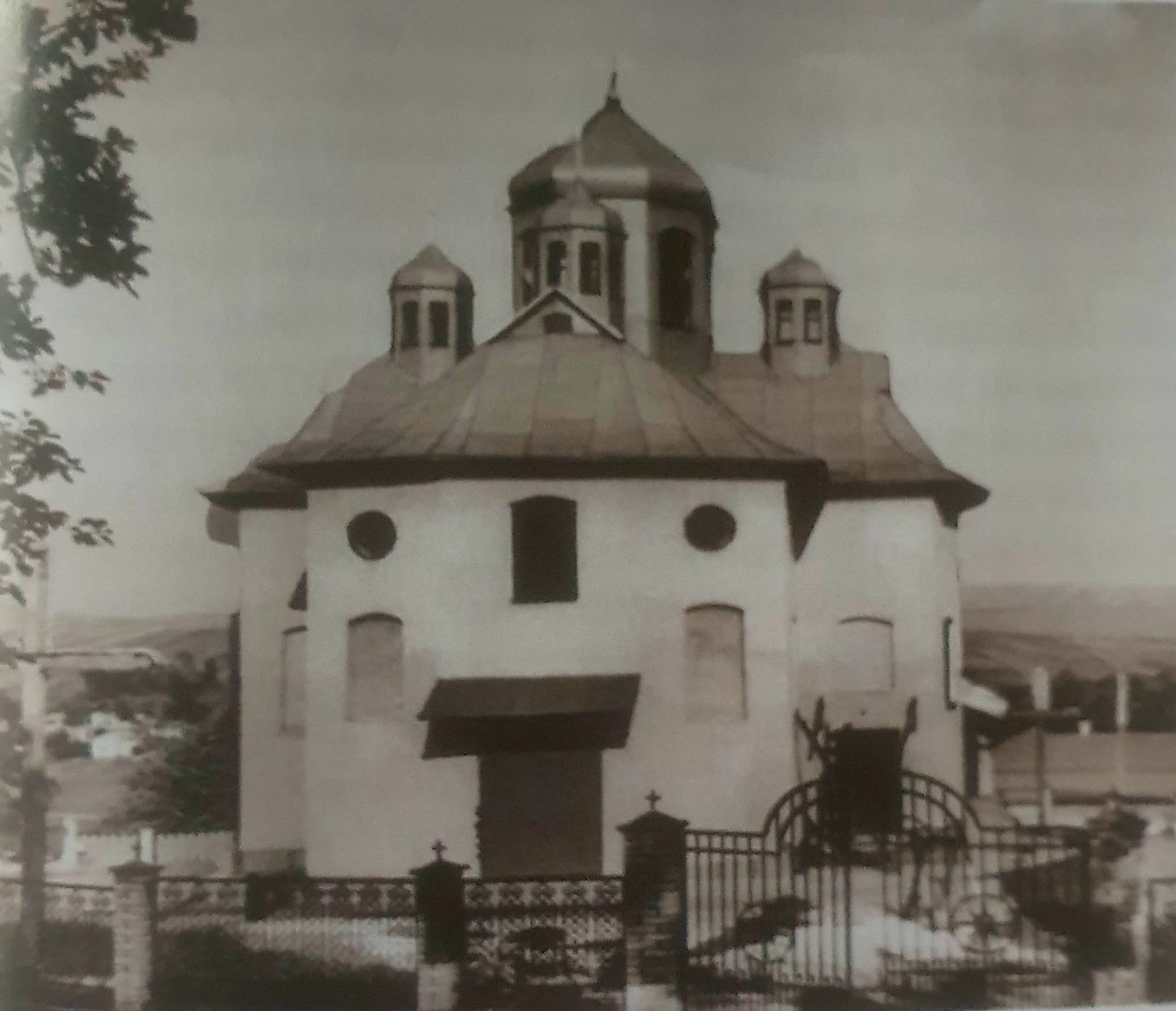
Оздоблення церкви
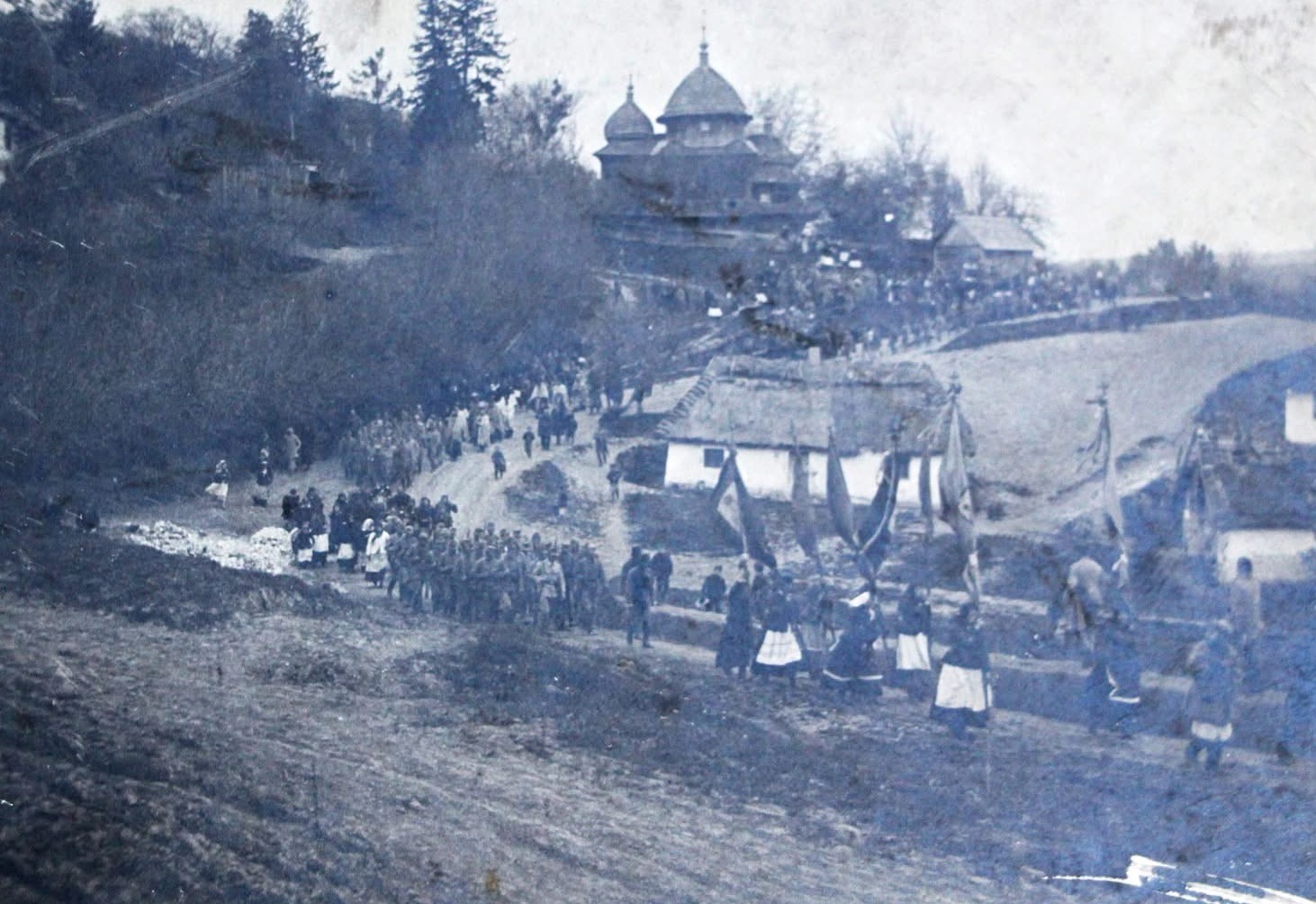
Рух мешканців села та учасників УСС із церкви
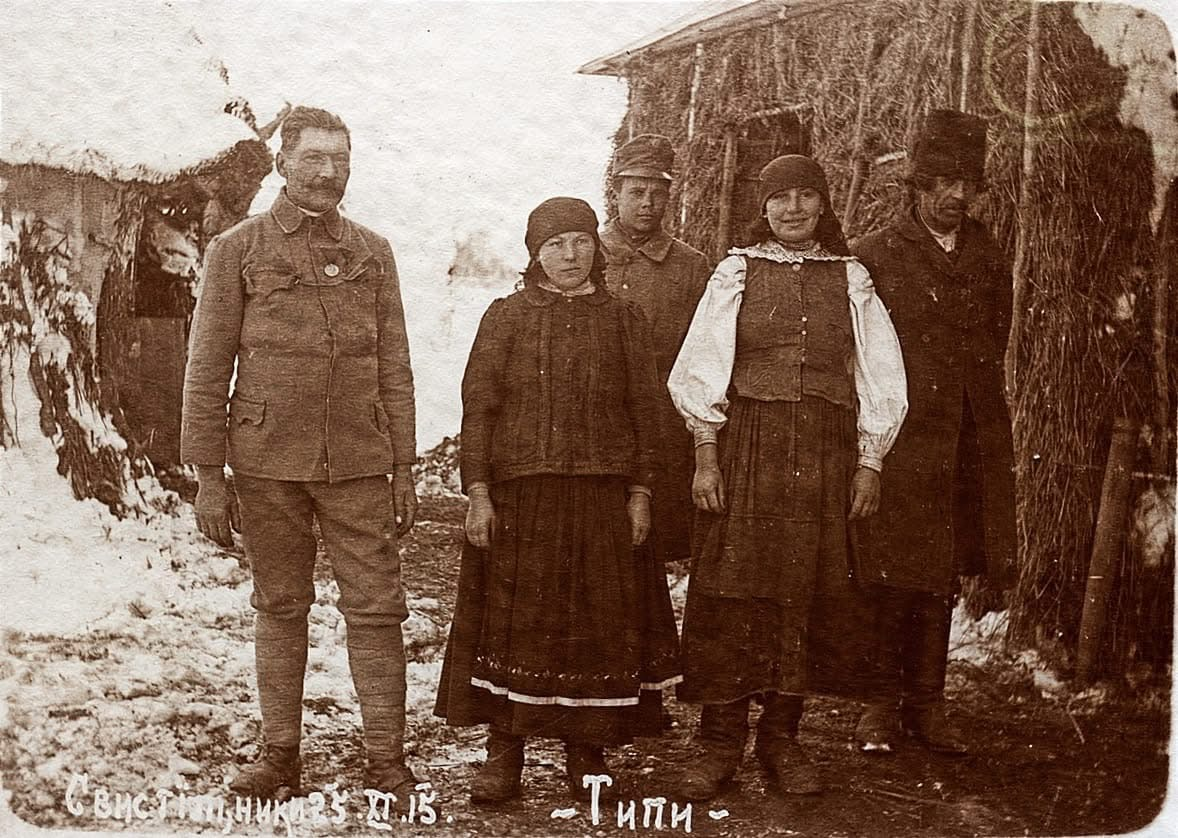
Місцеві мешканці

##### Святкове богослужіння на Великдень в 1916 р.

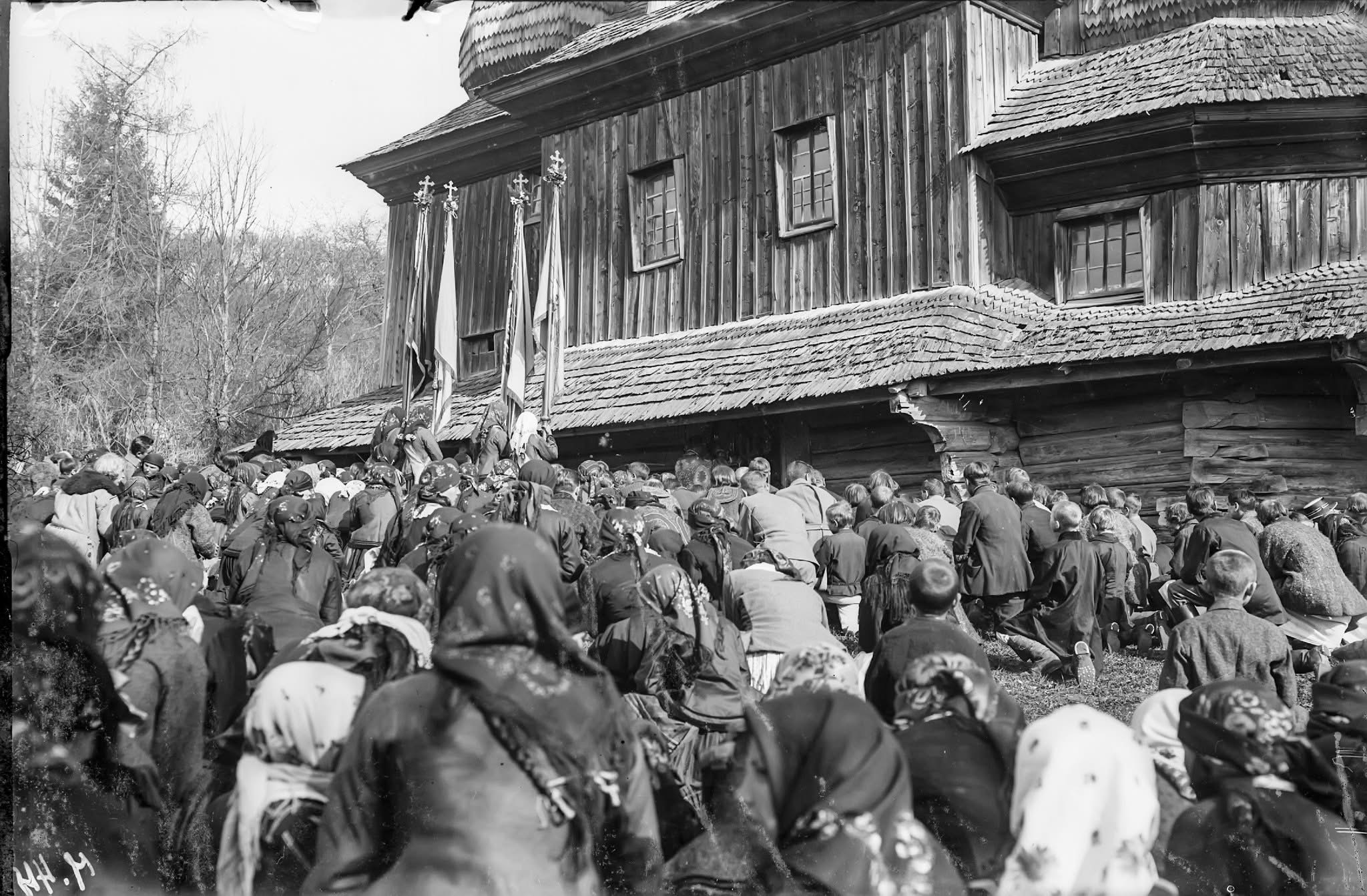
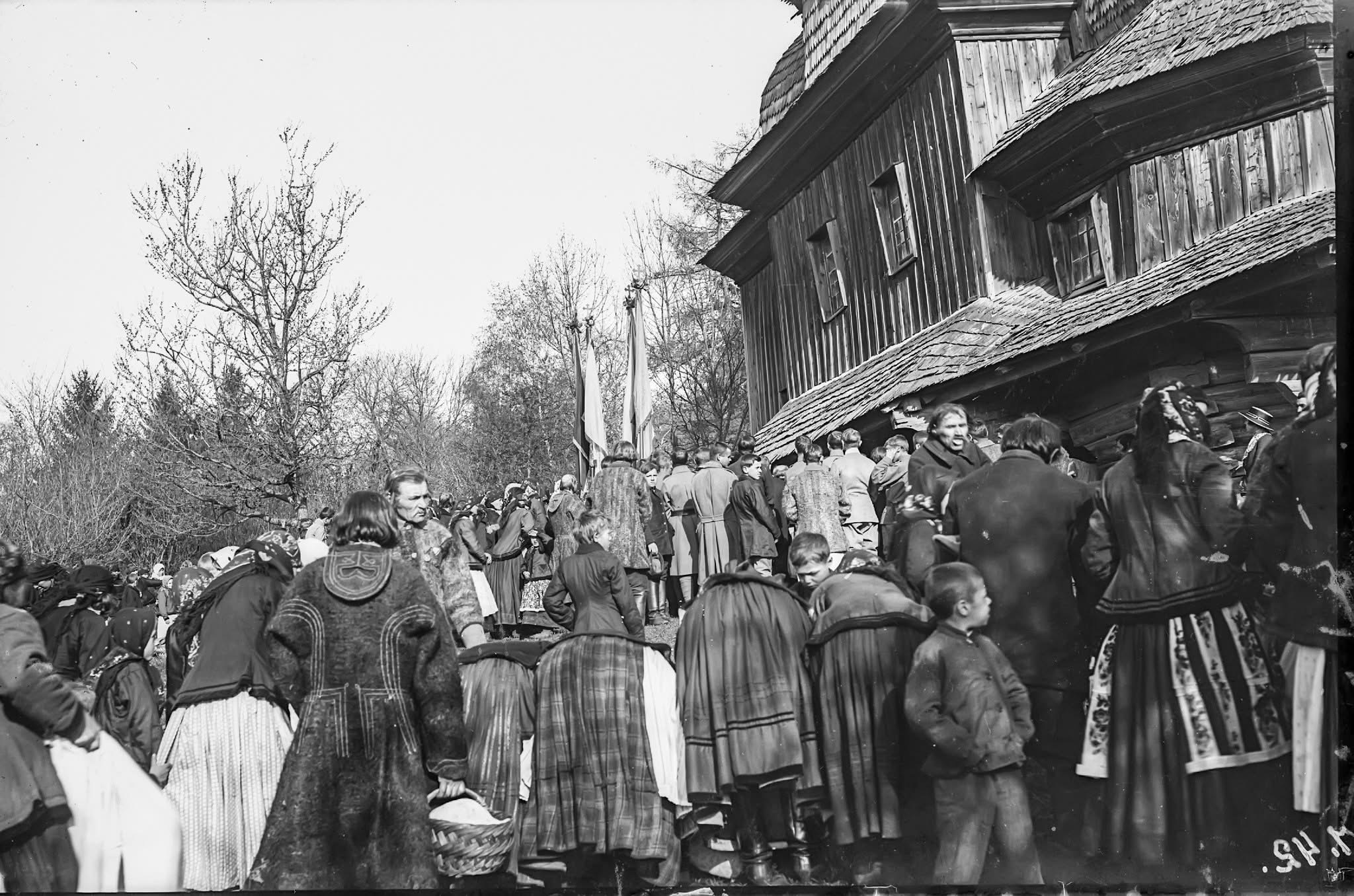

#### Кіш Українських Січових Стрільців у селі

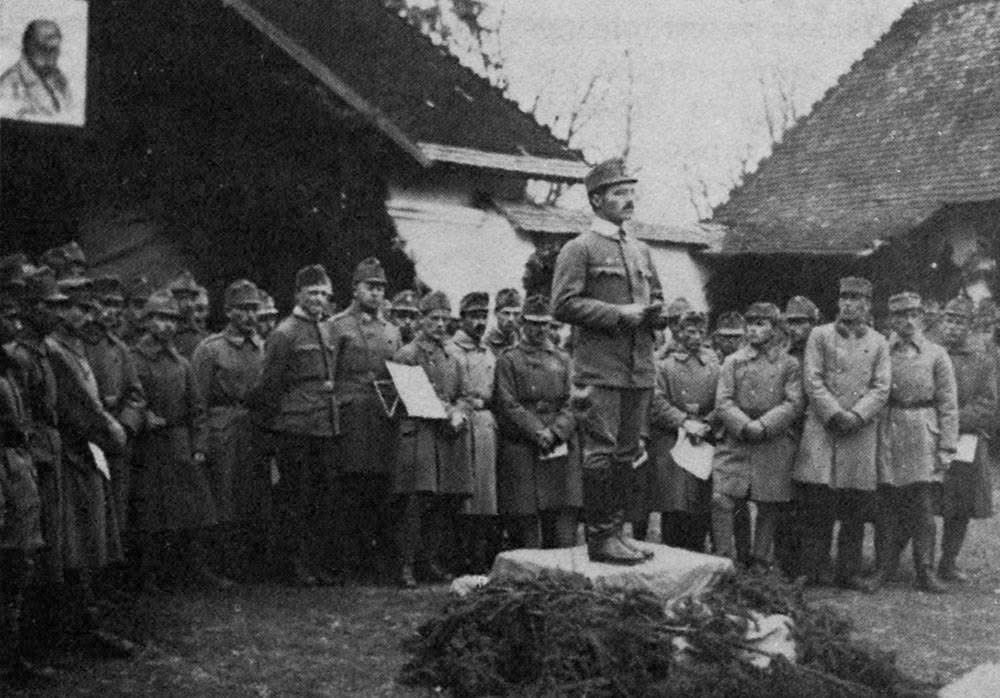
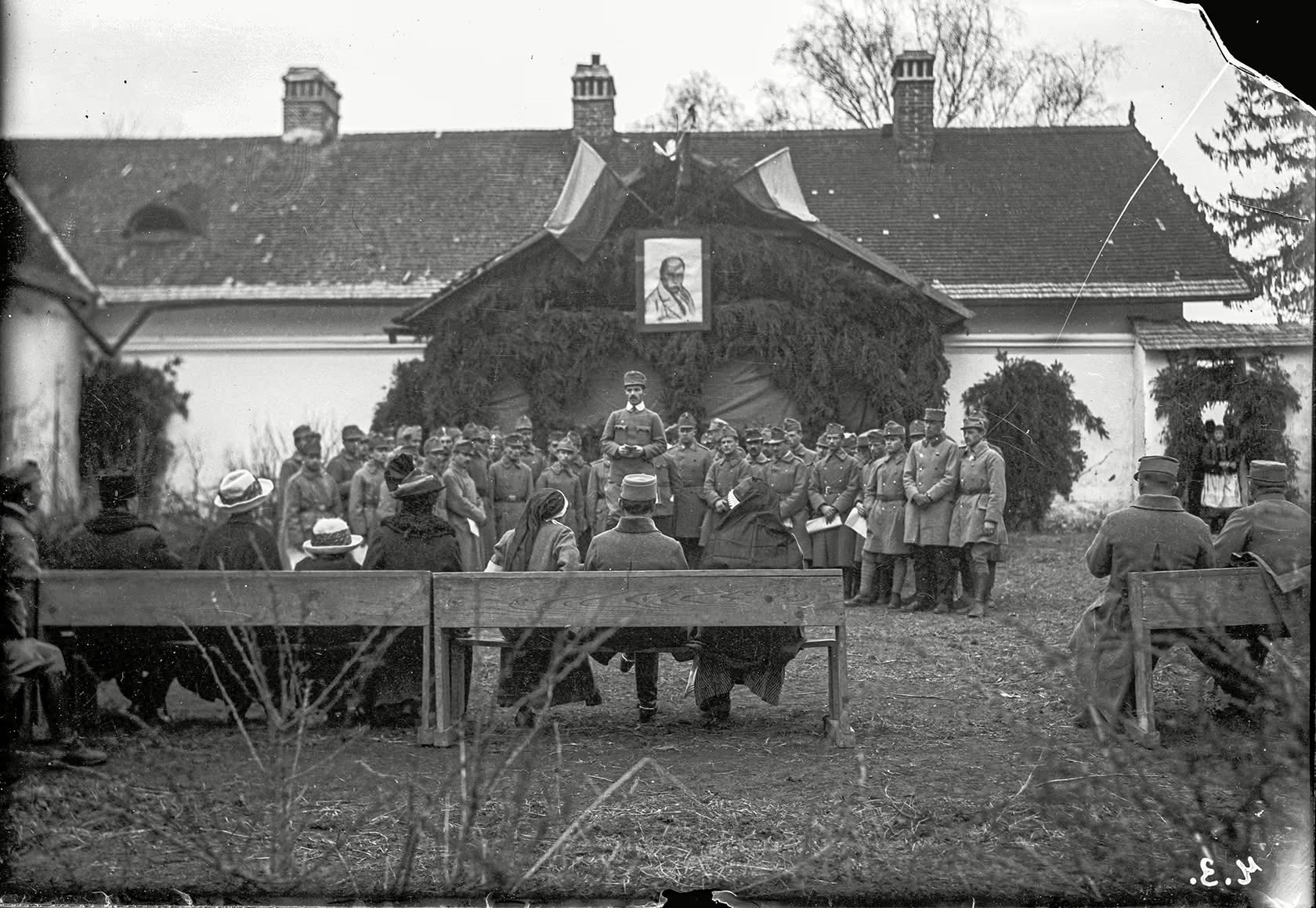
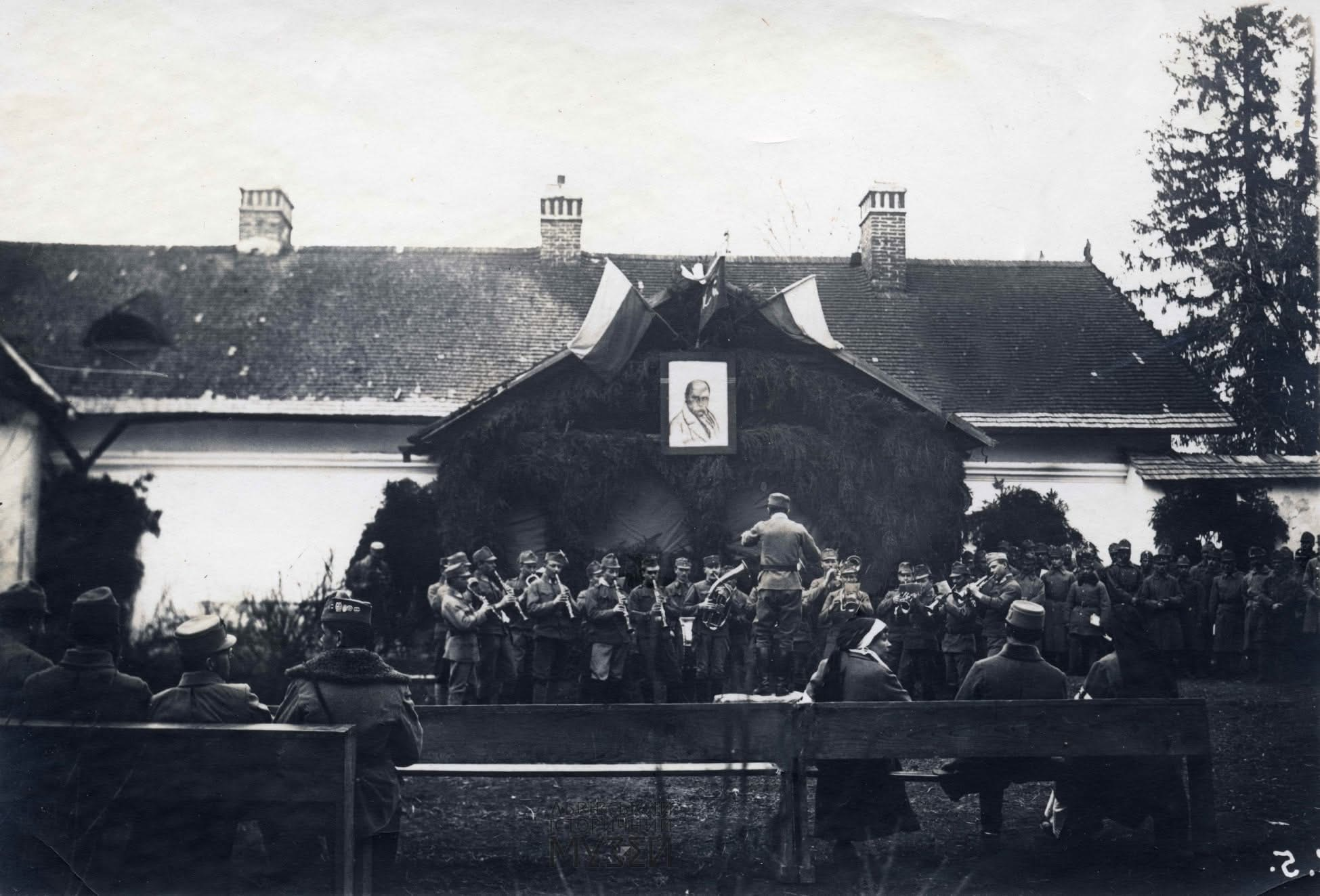

Кіш УСС проводить урочисті заходи та сотник Никифор Гірняк виголошує промову стоячи на фундаменті закладеного для пам'ятника  
Т.Г. Шевченку, який остаточно завершили лише в 90-х роках. 1916 р.

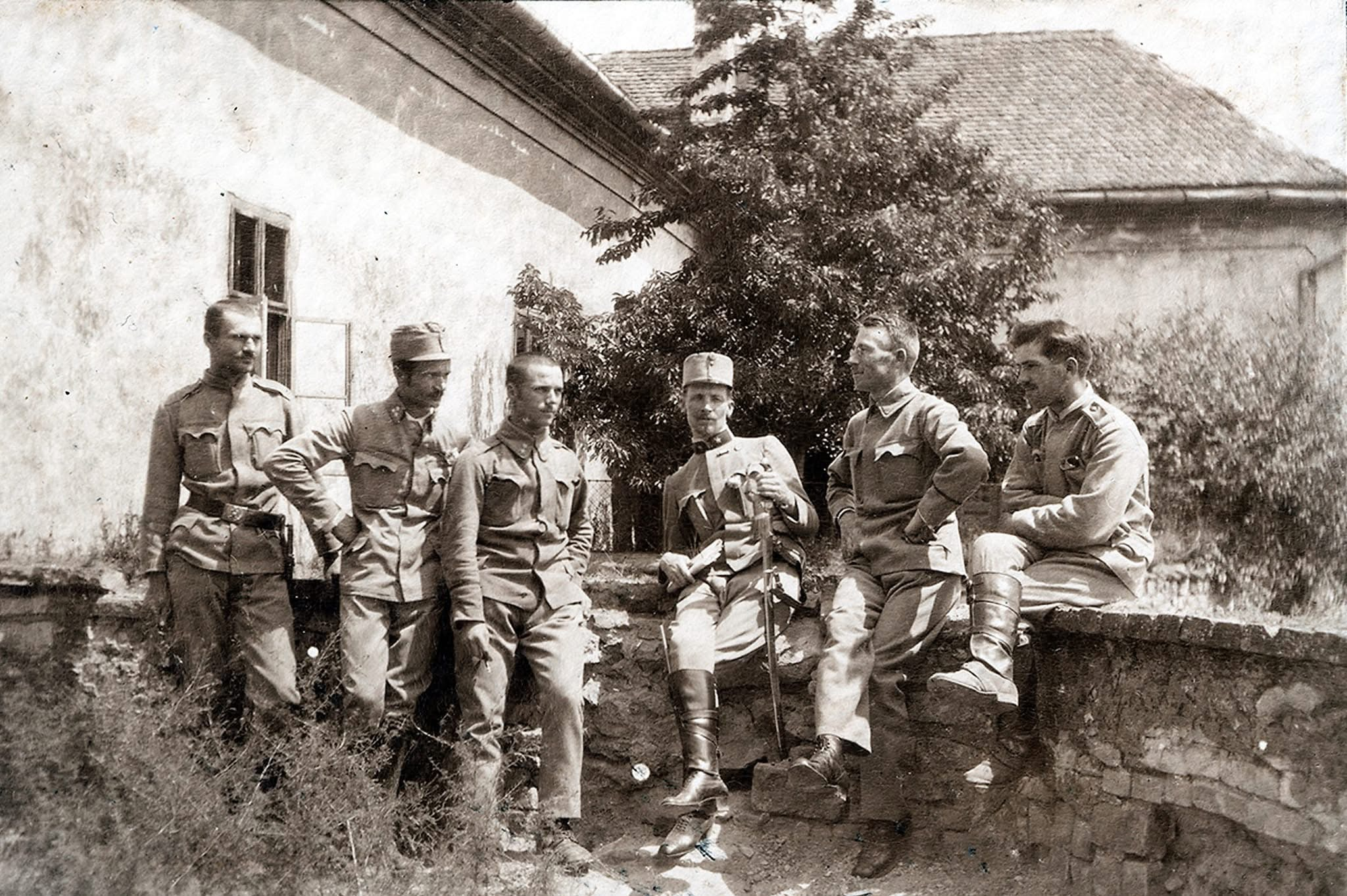
Військовослужбовці УСС, 1915 р.
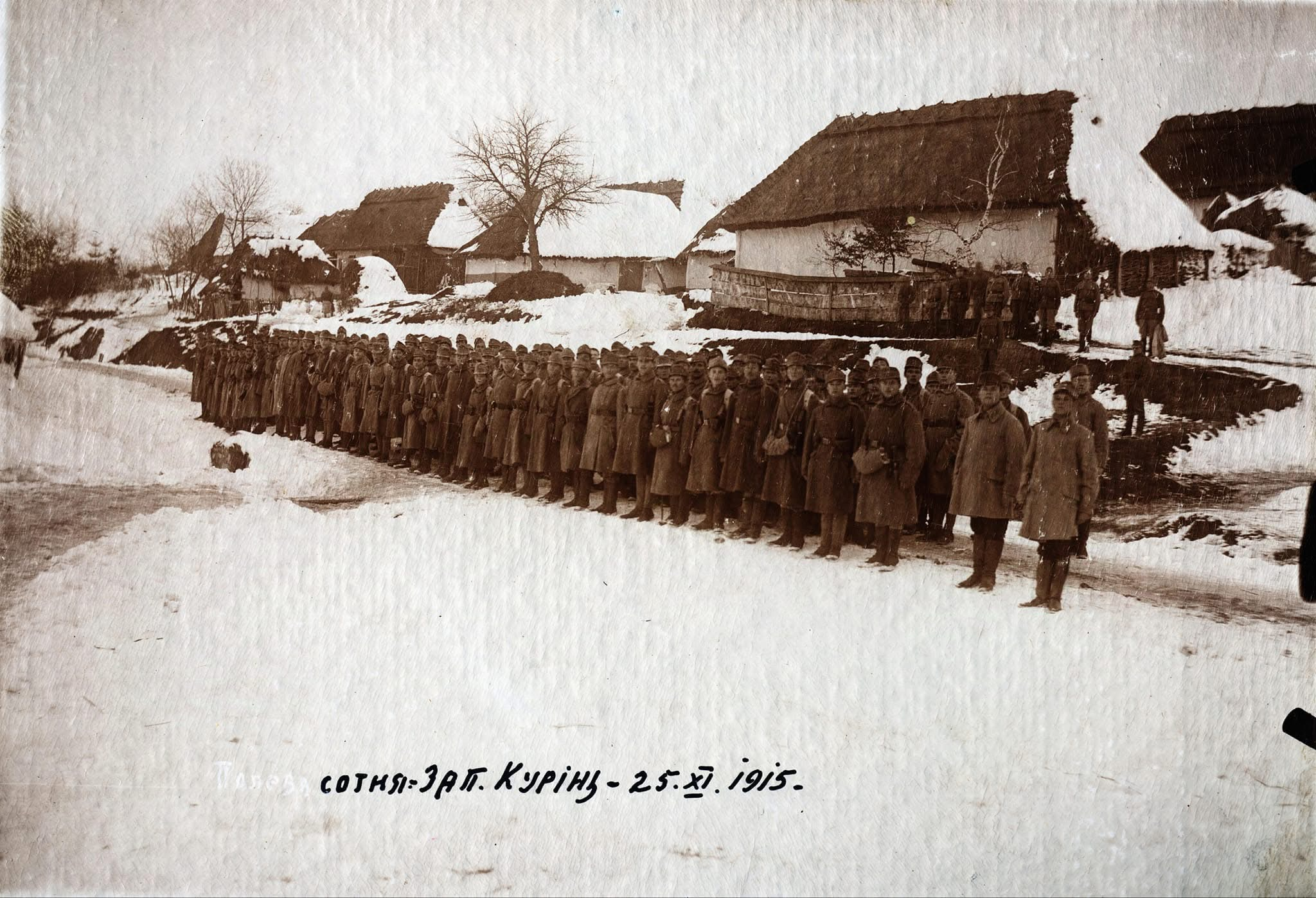
Сотня УСС, 1915 р.
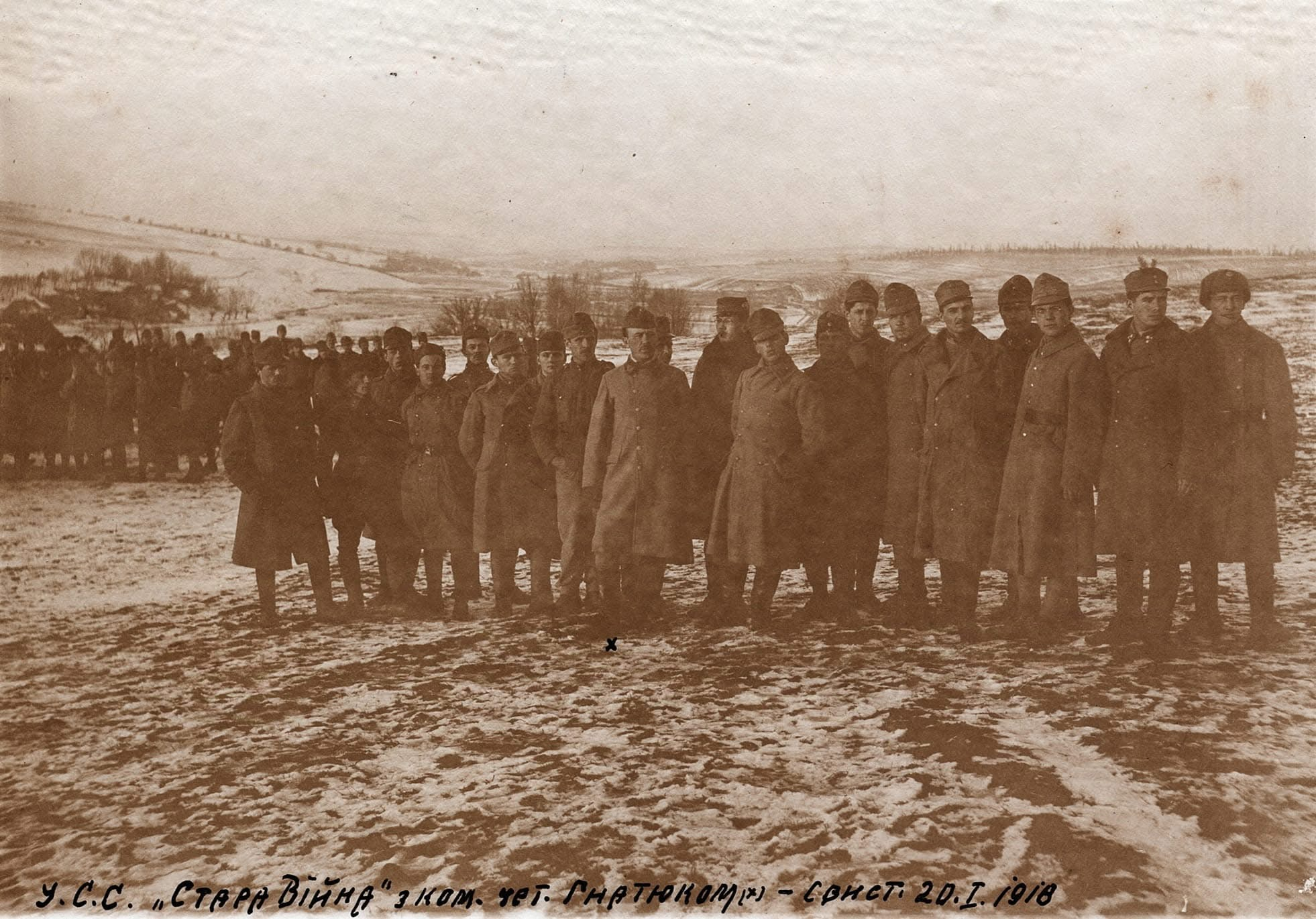
Військовослужбовці УСС, 1916 р.
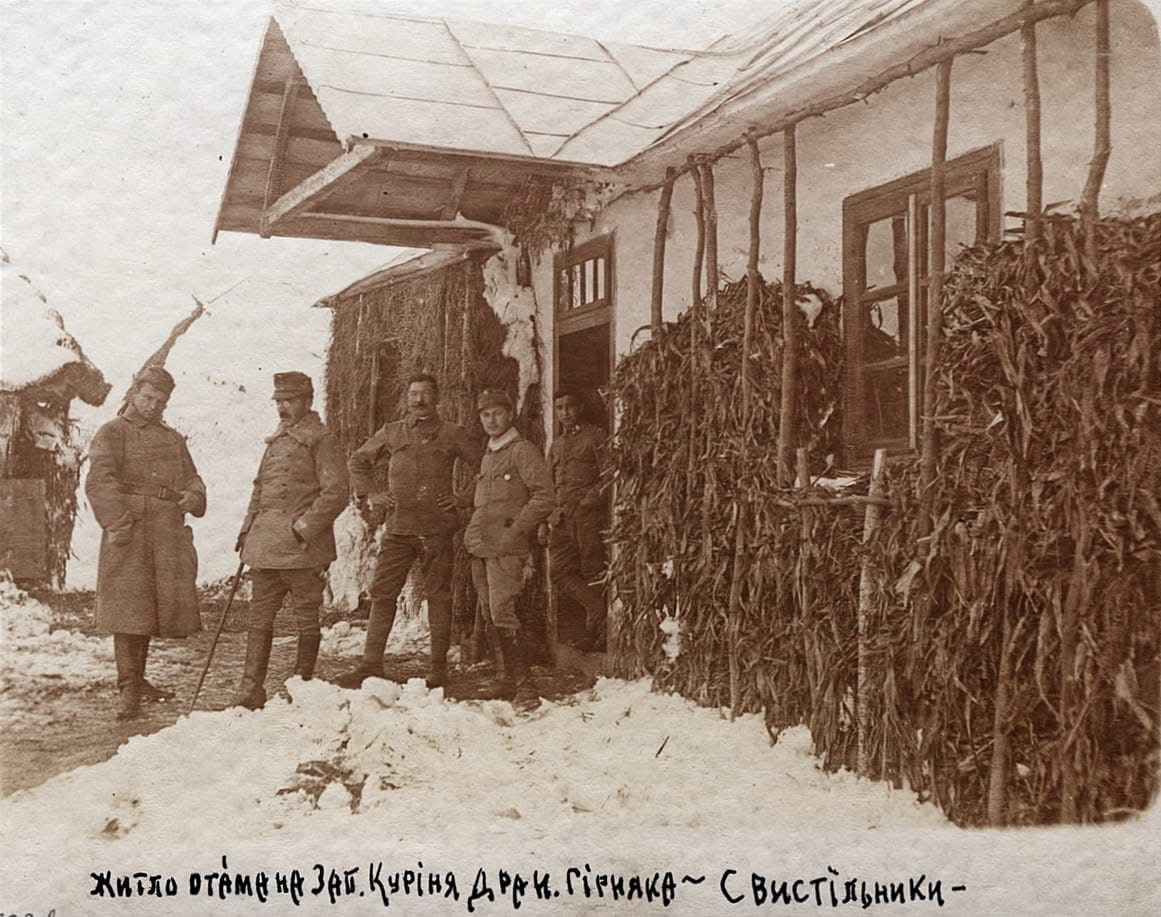
Житло отамана куріня
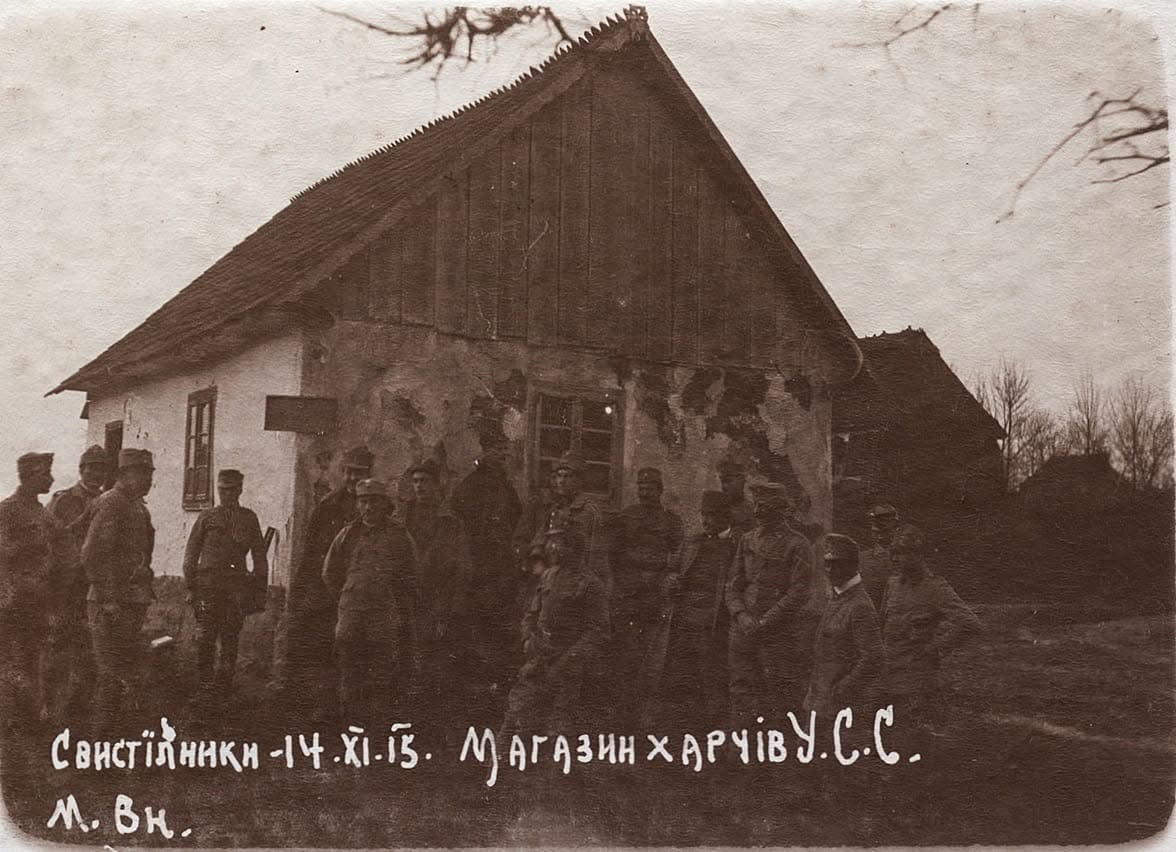
Магазин харчів, 1915 р.
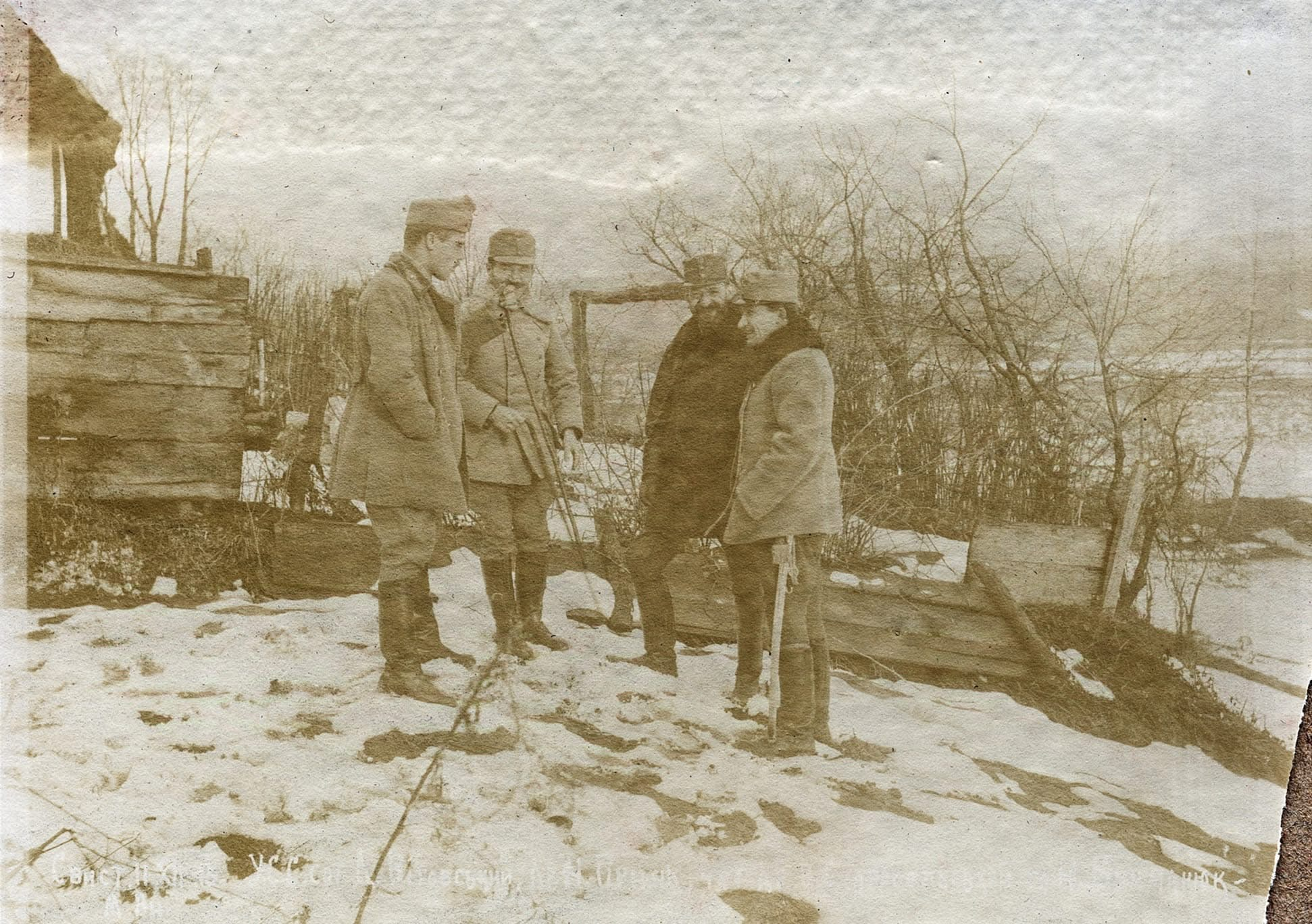
Військовослужбовці УСС
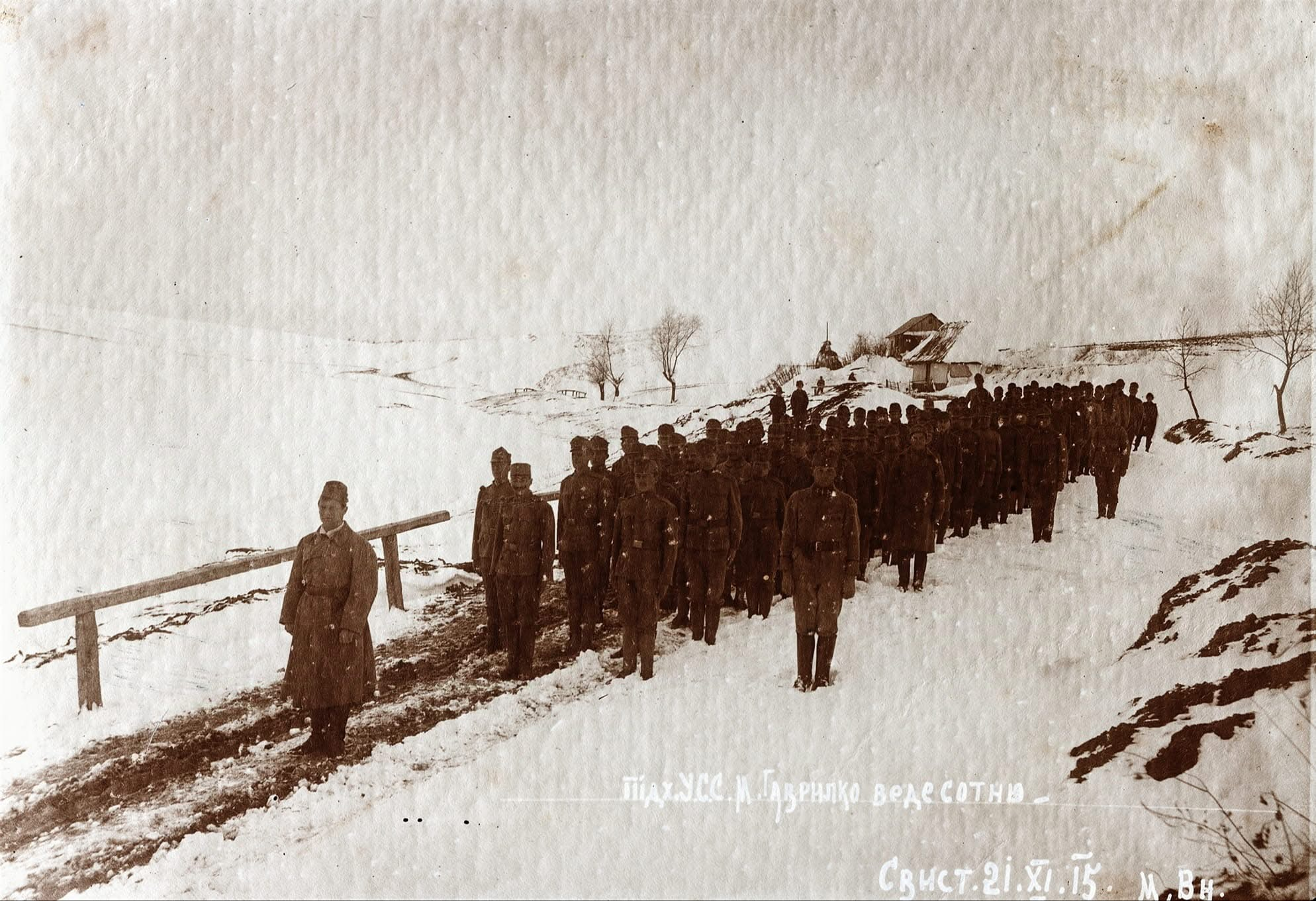
М.Гаврилко веде сотню УСС
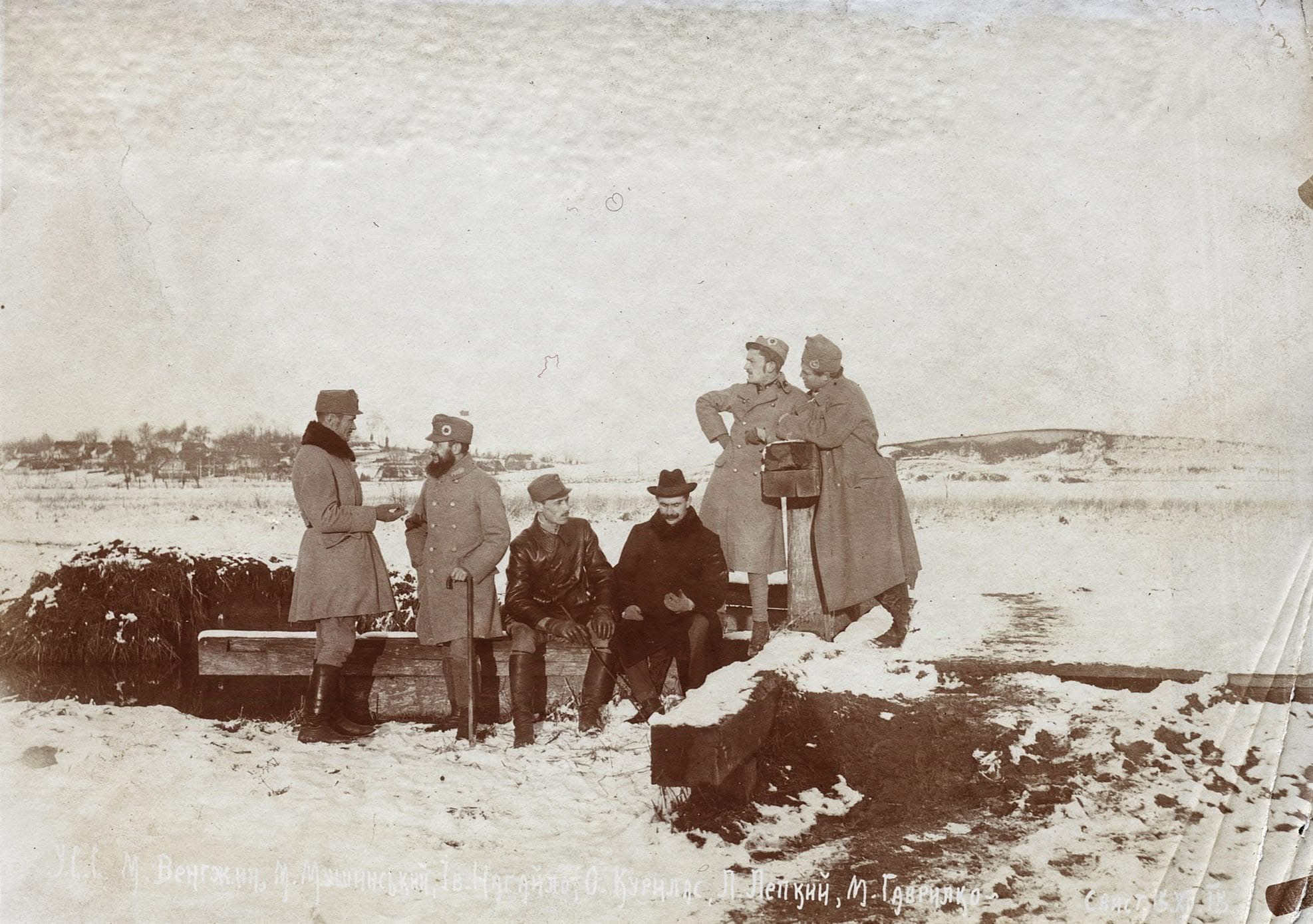
Військовослужбовці УСС
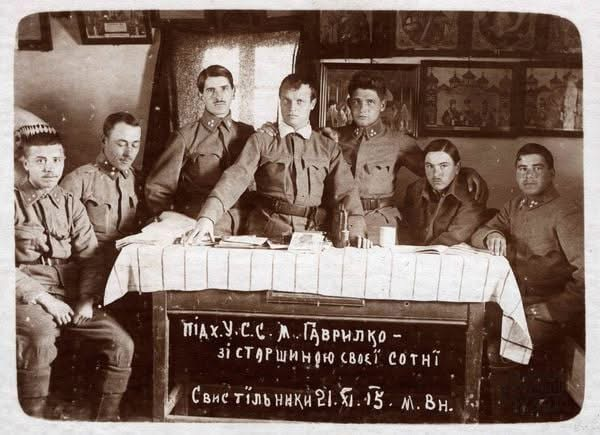
М.Гаврилко із старшиною сотні УСС
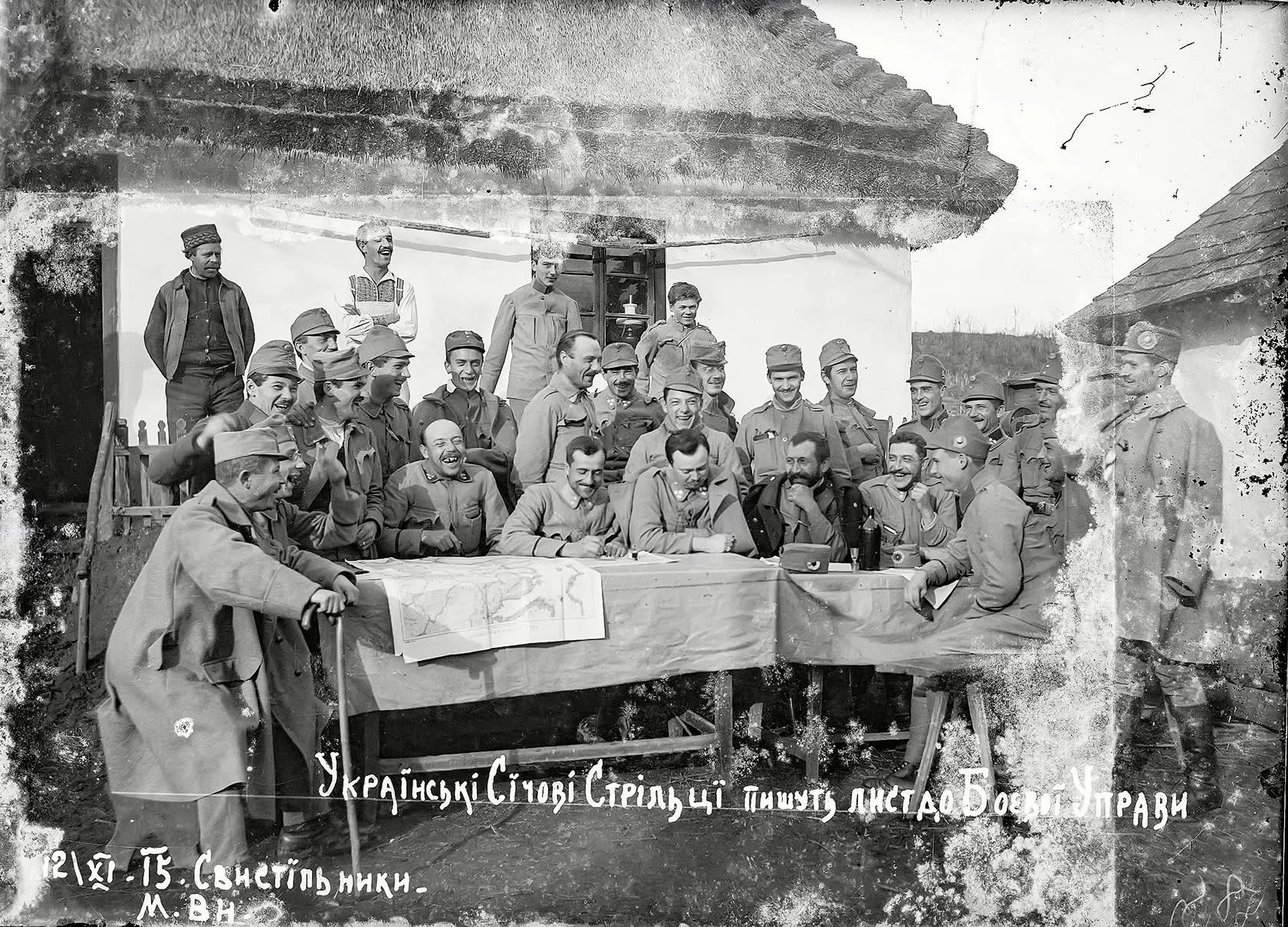
Січові Стрільці пишуть листа до боєвої управи
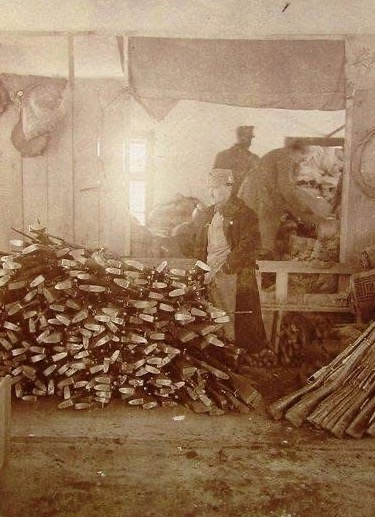
Склад зі зброєю
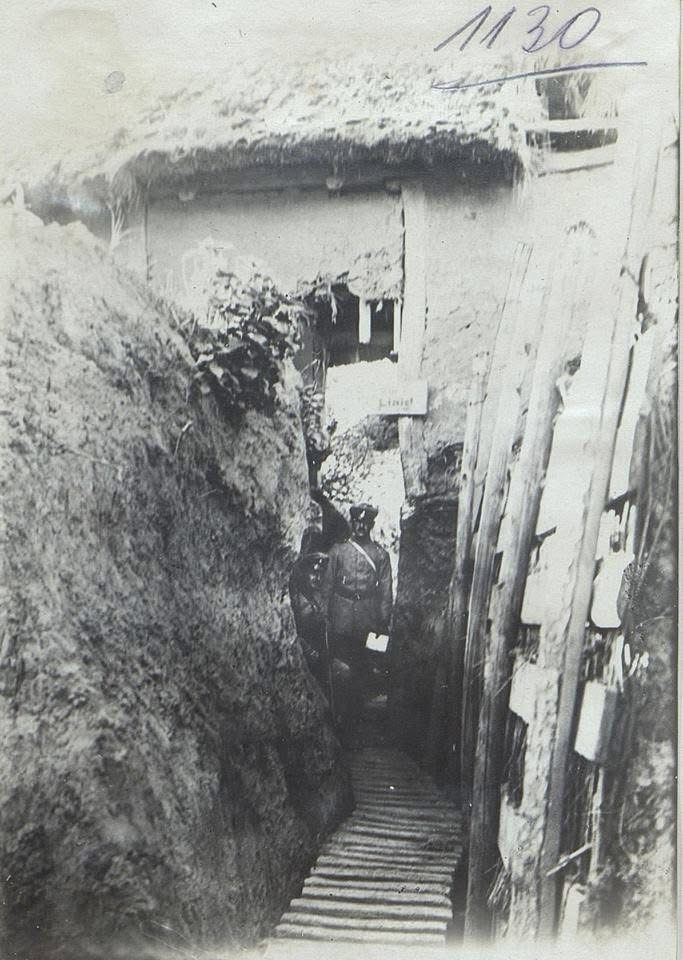
Кур'єр в окопі, 1917 р.
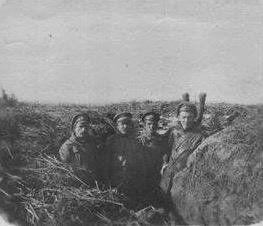
Російський спостережний пункт, 1916 р.

## Церква

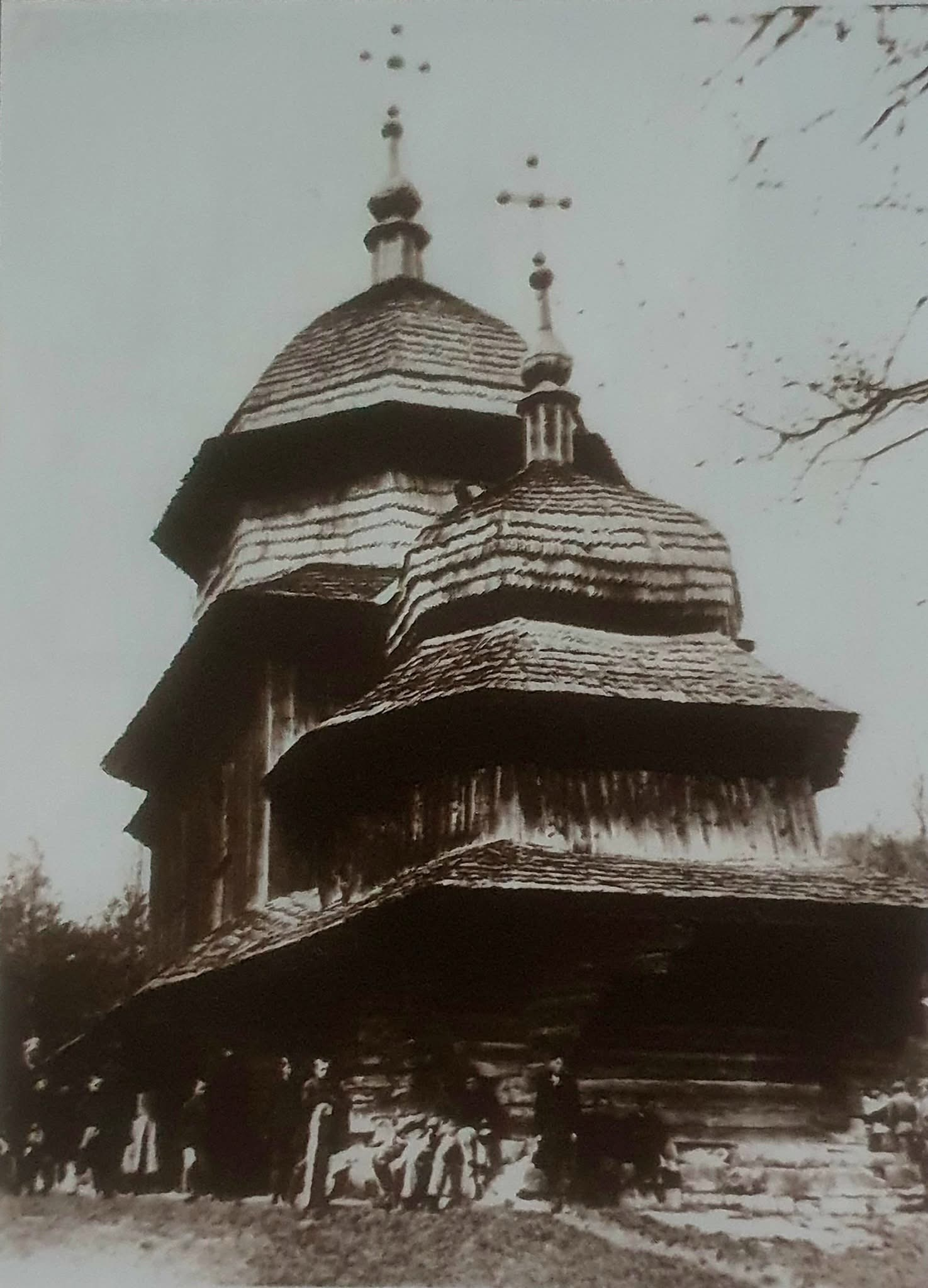
Церква Воскресення Господнього 1699 року у с. Свистільники

Вперше місцевий храм згадується у податковому реєстрі 1578 р.
У 1630 р. була зведена нова церква, привілей на будівництво якої надав дідич села Ілля Свистільницький.
У 1699 р. коштом власників села Андрія-Олександра Свистільницького та його дружини Катерини збудована нова дерев'яна церква. Це була тридільна споруда, яка складалась з рівновисоких прямокутних зрубів - ширшої нави і рівношироких вівтаря та бабинця. Стіни надопасання вівтаря були гранчасті.

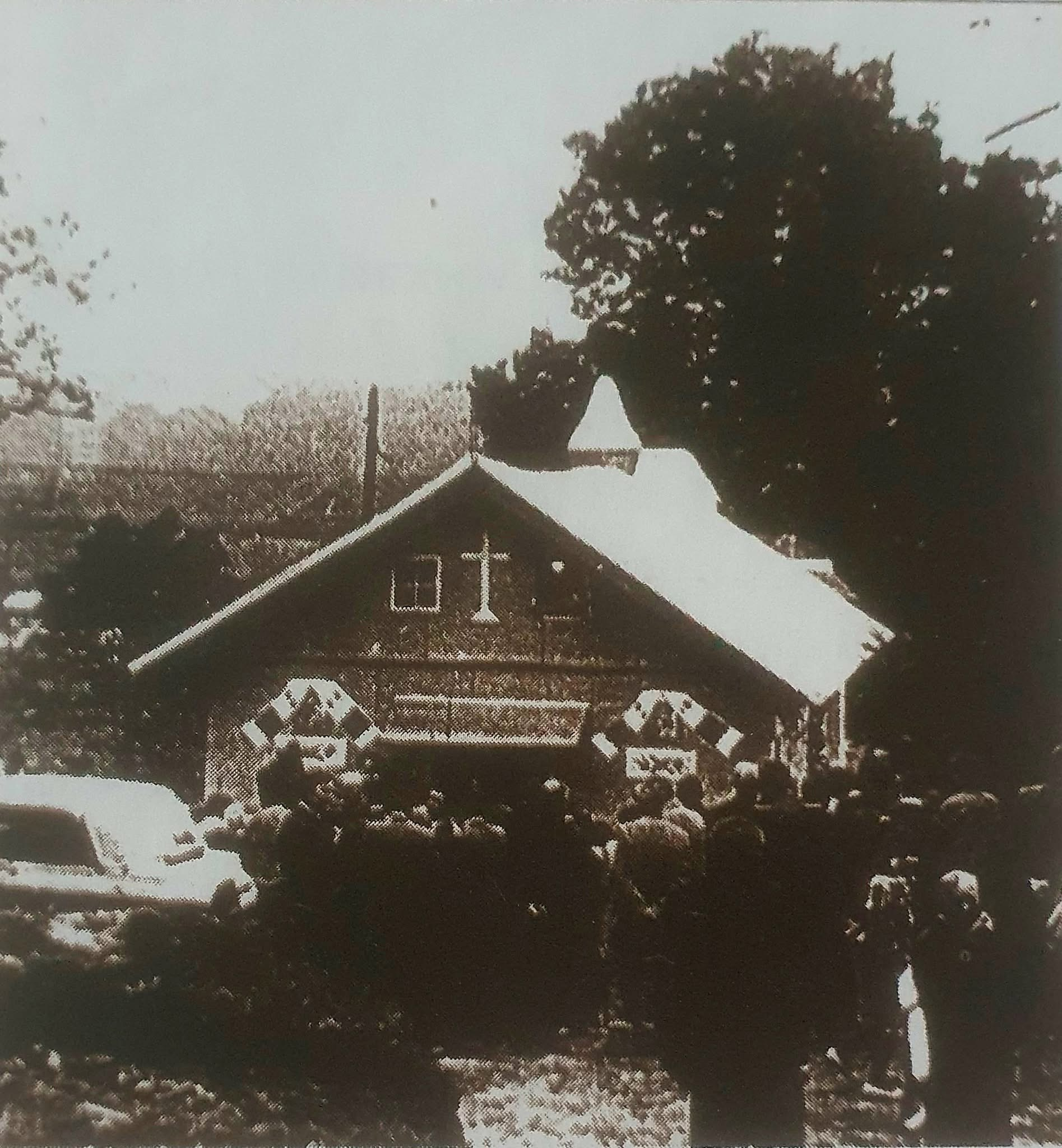
Зведений у 1919 р. тимчасовий невеликий дерев'яний будинок для відправлення богослужінь

В акті візитації за 1760 р. сказано, що це споруда на дубових підвалинах з ялицевого дерева, з трьома верхами. Мистецтвознавець Михайло Драган вважав автором іконостасу цього храму Йова Кондзелевича.
У 1916 р. церква була знищена під час Першої світової війни.
Це була тридільна споруда, яка складалась з рівновисоких прямокутних зрубів - ширшої нави і рівношироких вівтаря та бабинця. Стіни надопасання вівтаря були гранчасті. Наву завершував світловий восьмерик, вкритий шоломовою банею. Бабинець вкривав трисхилий дах, вівтар - пʼятисхилий, безпосередньо на які, без підбанників, були посаджені цибулясті бані з ліхтарями і маківками. Оперізувало церкву широке піддашшя, оперте на фігурні випусти вінців зрубів.

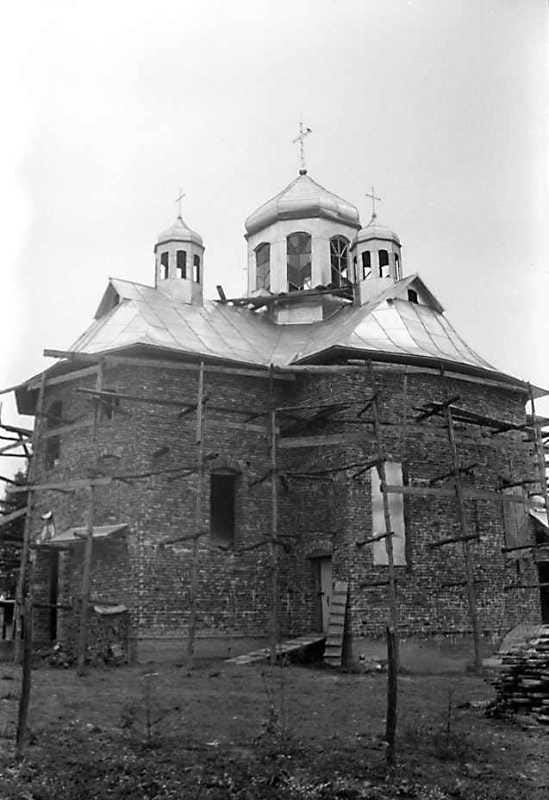
Будівництво церкви Покрови Пресвятої Богородиці у селі Свистільниках, 1939 р.

У 1919 р. громада звела тимчасовий невеликий дерев'яний будинок для відправлення богослужінь. У 1937 р. архітектор Роман Грицай підготував проєкт нової деревʼяної трибанної церкви, але до його втілення справа не дійшла, натомість у 1939 р. цей же архітектор виконав новий проєкт вже мурованого храму. На заваді його будівництва стала Друга світова війна. Та тимчасова церква була зачинена упродовж 1961-1988 pp.

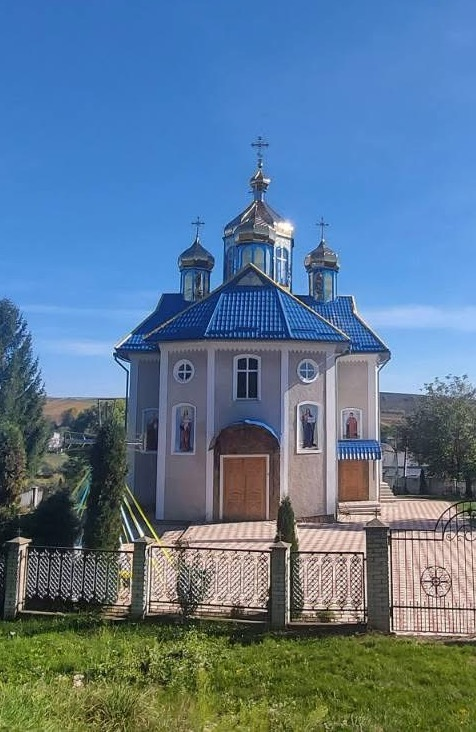
Церква Покрови Пресвятої Богородиці у с. Світанок, 2018 р.

У 1990 р. без попереднього проєкту громада почала обмурування деревʼяної будівлі, яке було завершене у 1992 р. Того ж року храм Покрови був освячений. Нова церква розташована на східній околиці села на високому пагорбі, на місці попередньої. Це мурована, хрещата, однобанна споруда. Рамена хреста утворюють укорочені пʼятистінні бічні рамена та такі ж витягнені бабинець і вівтар.
При вівтарі по обидва боки влаштовані невеликі захристії, які продовжуються критим обходом навколо східної стіни вівтаря. Пʼятисхилі дахи рамен з невеличкими причілками на гребенях вінчають ліхтарі з маківками. Над навою влаштований невеликий світловий деревʼяний восьмерик, вкритий шоломовою банею. Тиньковані стіни прорізані лучково завершеними вікнами та декоровані такими ж нішами. В інтерʼєрі рамена перекриті півциркульними склепіннями. 
У квітні 1995 року храм постраждав від пожежі. Відреставрувати його селянам вдалося у 1999 році, а для того, щоб повністю відновити святе місце, знадобилося майже 10 років. У 2019 р. з нагоди завершення ремонтних робіт у храмі провели Богослужіння, яке очолив митрополит Галицький Православної Церкви України Кир Андрій.

## Відомі люди

### Народилися
- єпископ Никанор (Дейнега) — підпільний ієрарх УГКЦ (1907 — 1982).
- отець Евстахій Барановський — український греко-католицький священник (17.06.1877 — 15.09.1945, Іцегоге, Німеччина), батько доктора Романа Барановського, сват о. Дениса Нестайка.[8]
- Косьмій Богдан Михайлович (1942-2013) - український письменник-гуморист, член Спілки журналістів України та Української асоціації письменників.
- Білик Олександер — багаторічний президент Злученого Українського Американського Допомогового Комітету (ЗУАДК).

## Світлини сьогодення

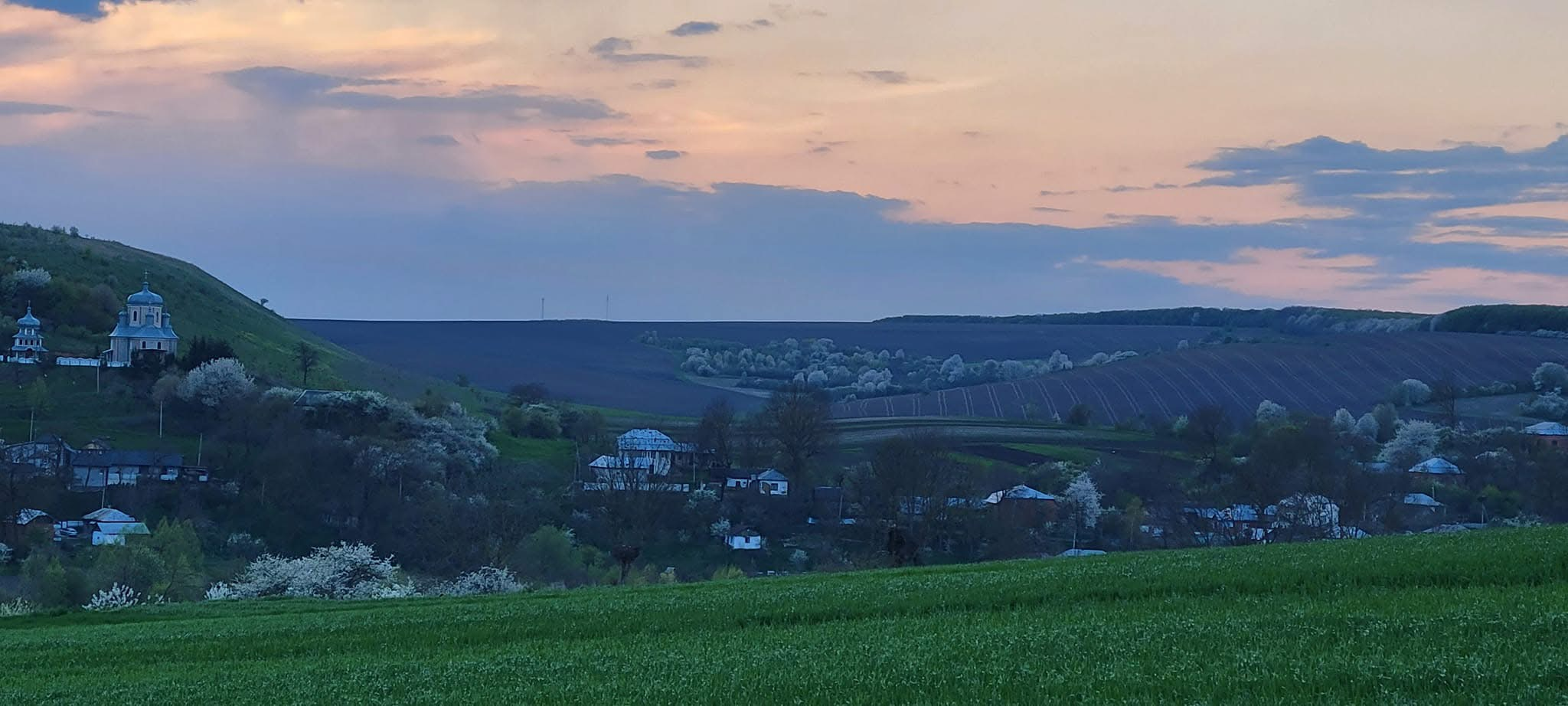
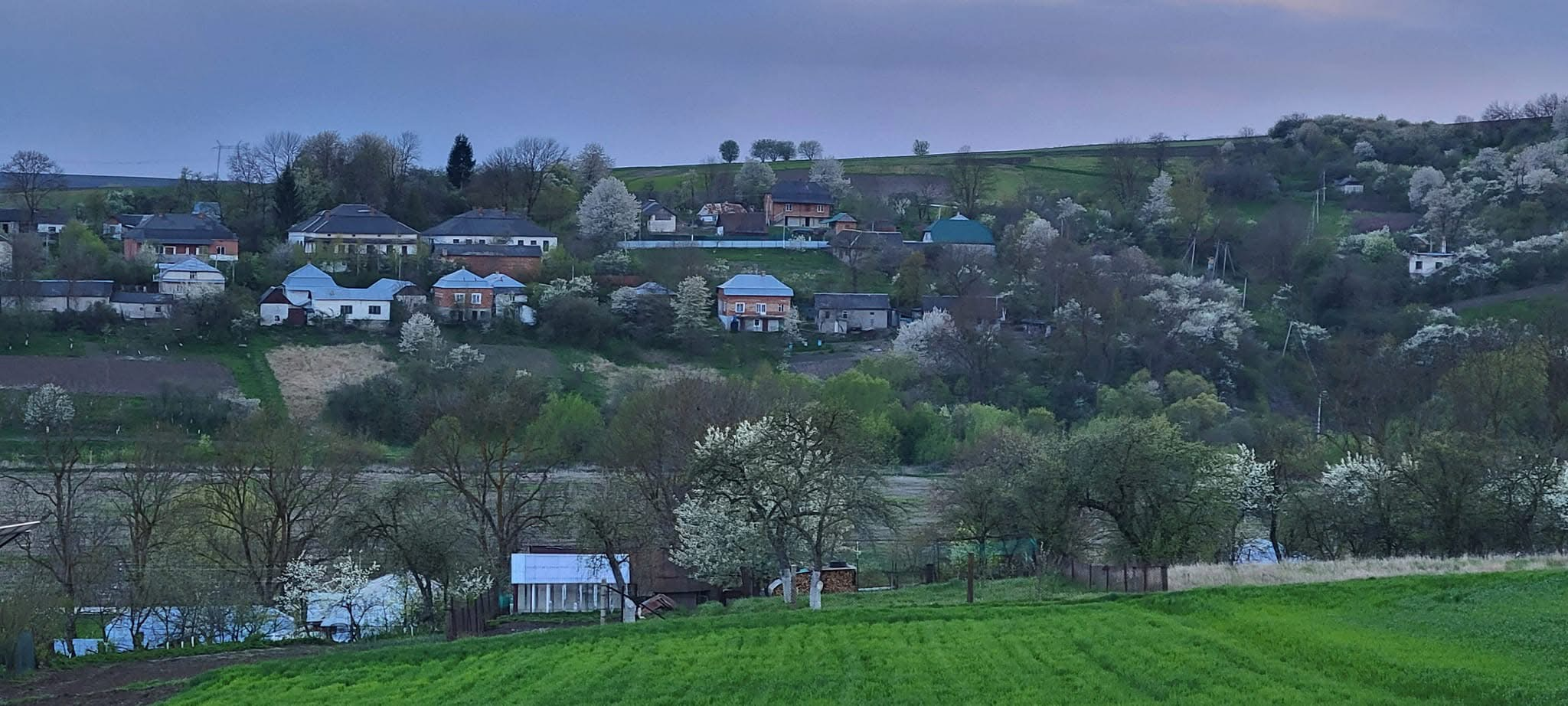
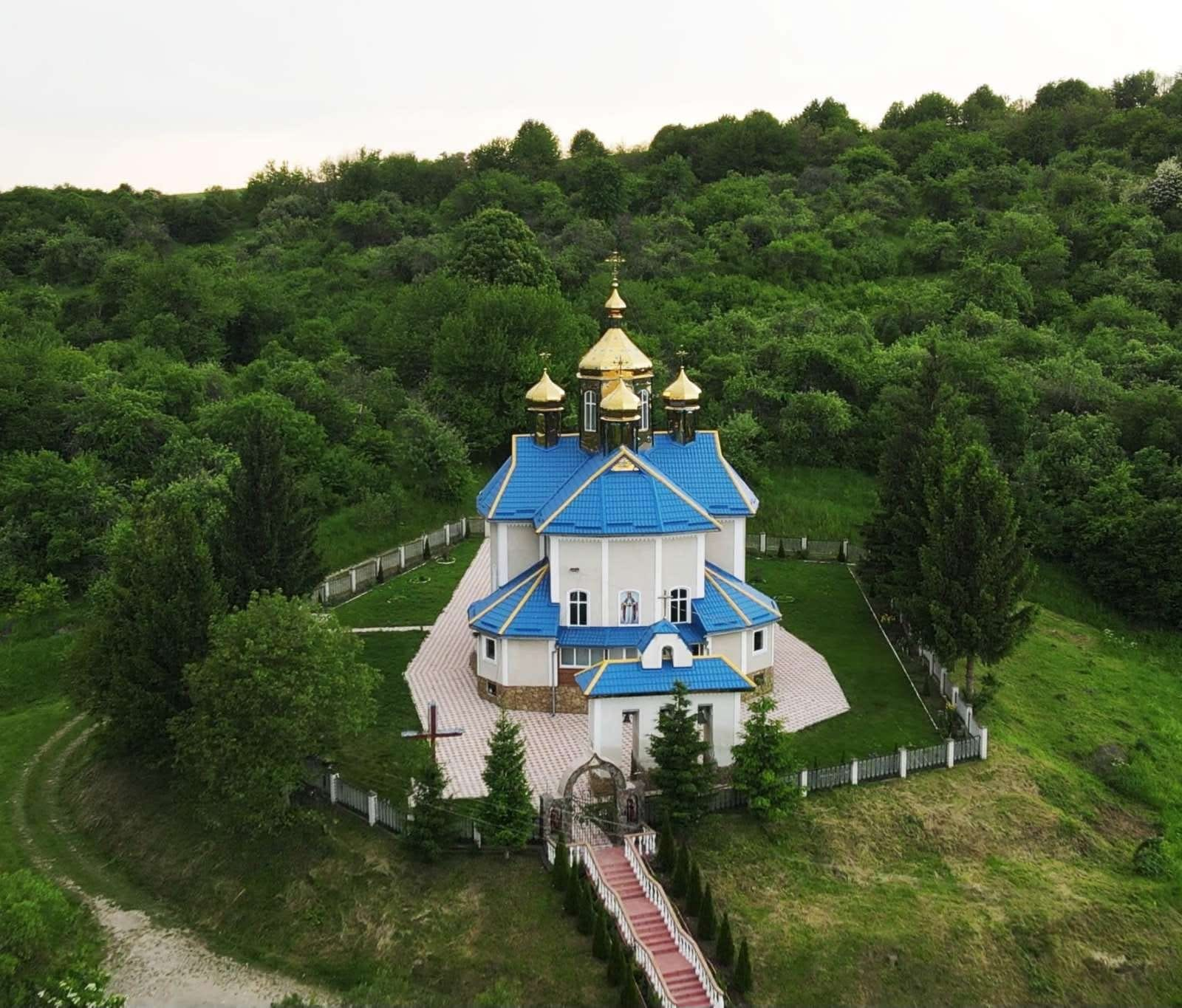
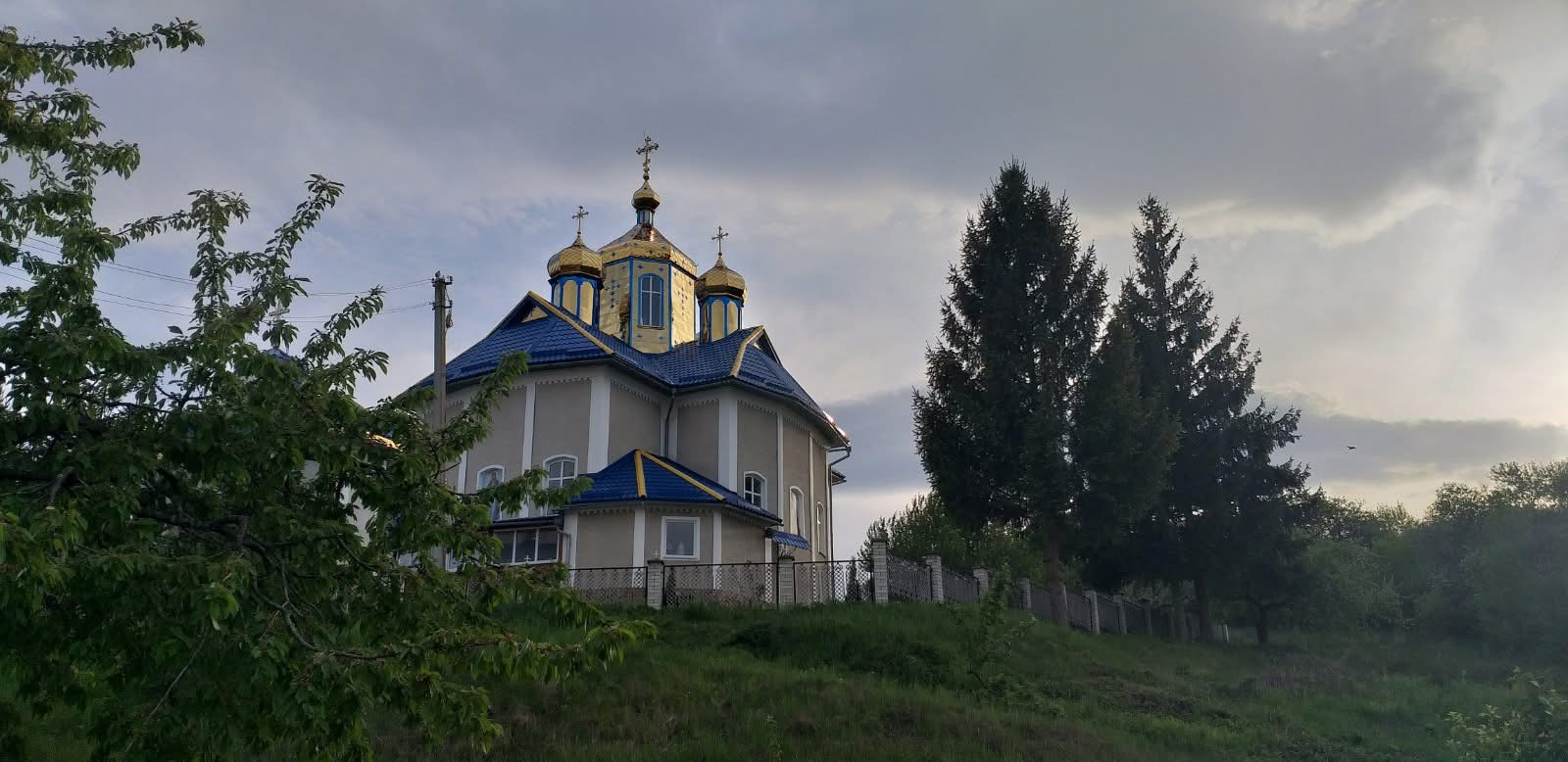